# Religia w Krakowie
Religia w Krakowie – lista kościołów i związków wyznaniowych, prowadzących działalność religijną przez jednostki organizacyjne mające siedzibę na terenie Krakowa.

## Katolicyzm

### Kościół katolicki

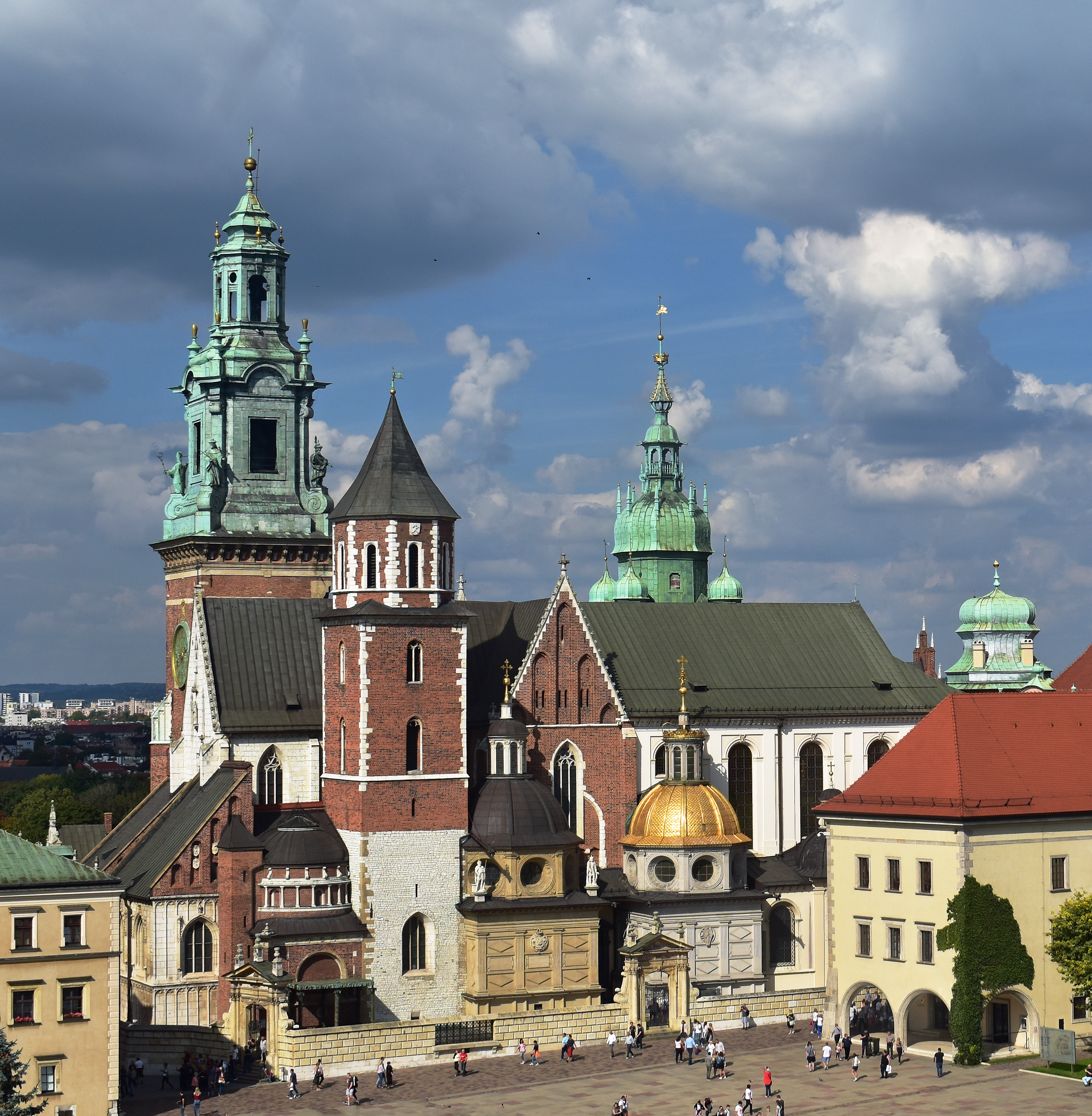
Bazylika archikatedralna św. Stanisława i św. Wacława w Krakowie

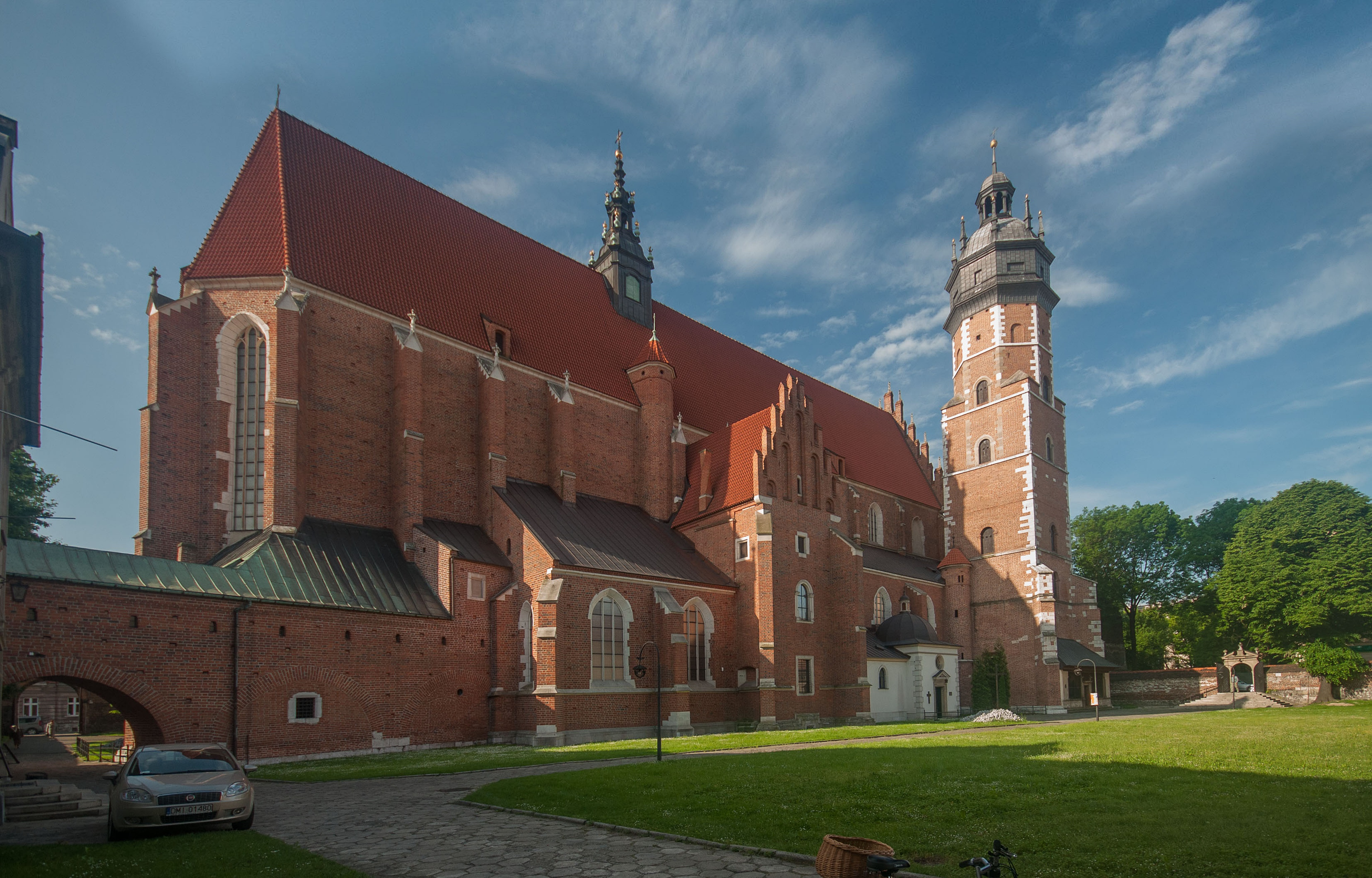
Bazylika Bożego Ciała w Krakowie-Kazimierzu

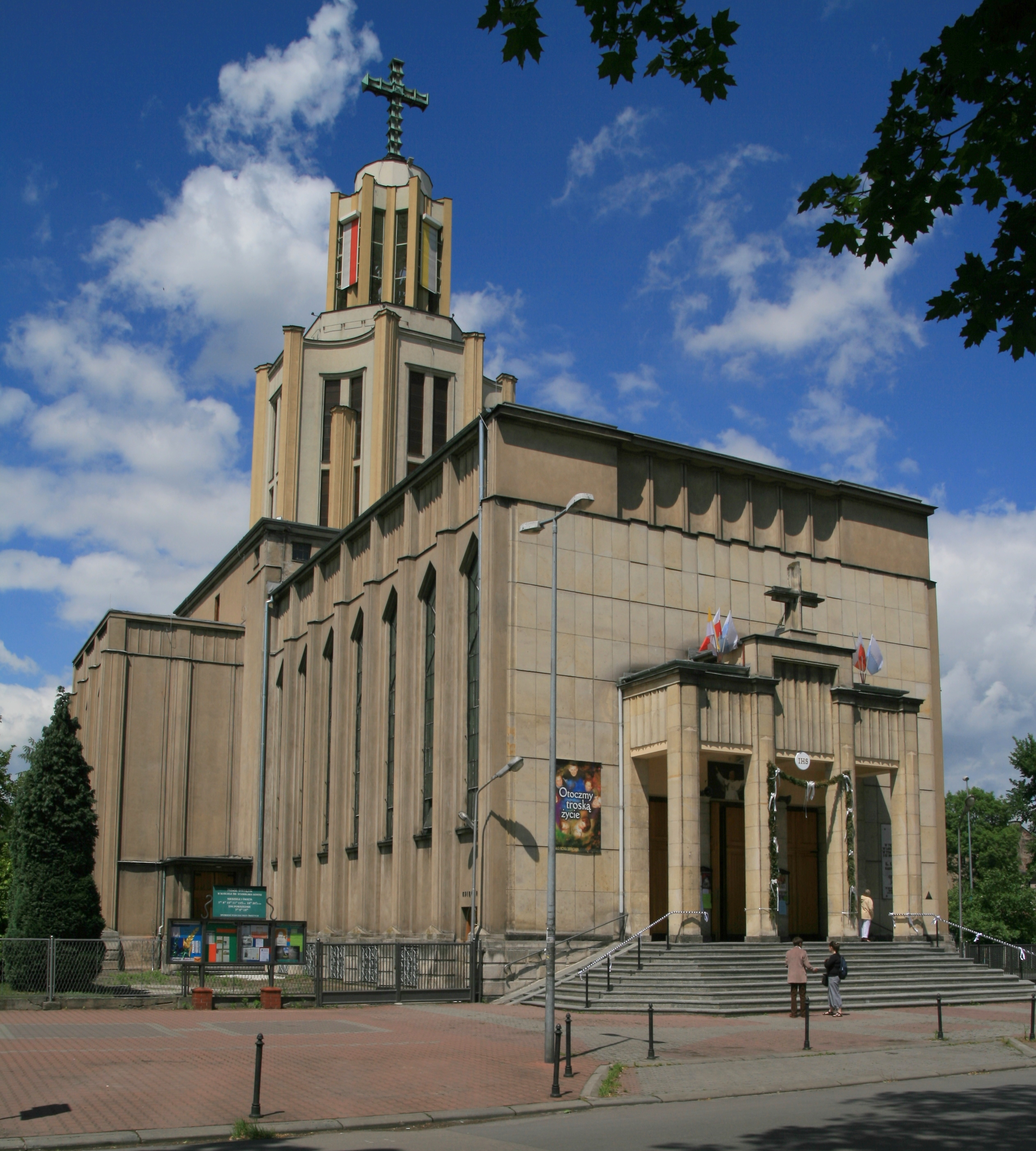
Kościół św. Stanisława Kostki w Krakowie-Dębnikach

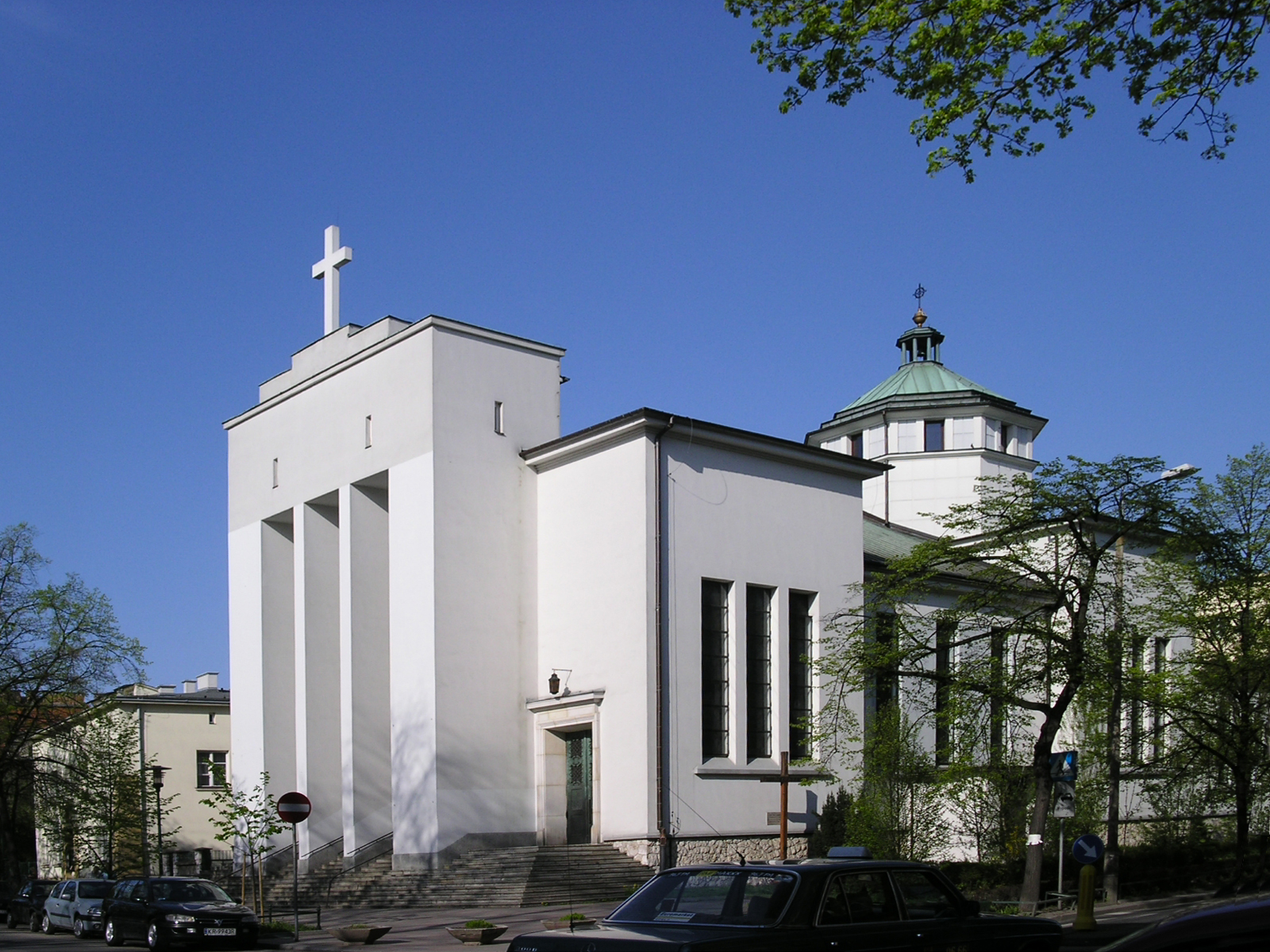
Kościół rzymskokatolicki św. Szczepana w Krakowie-Nowej Wsi

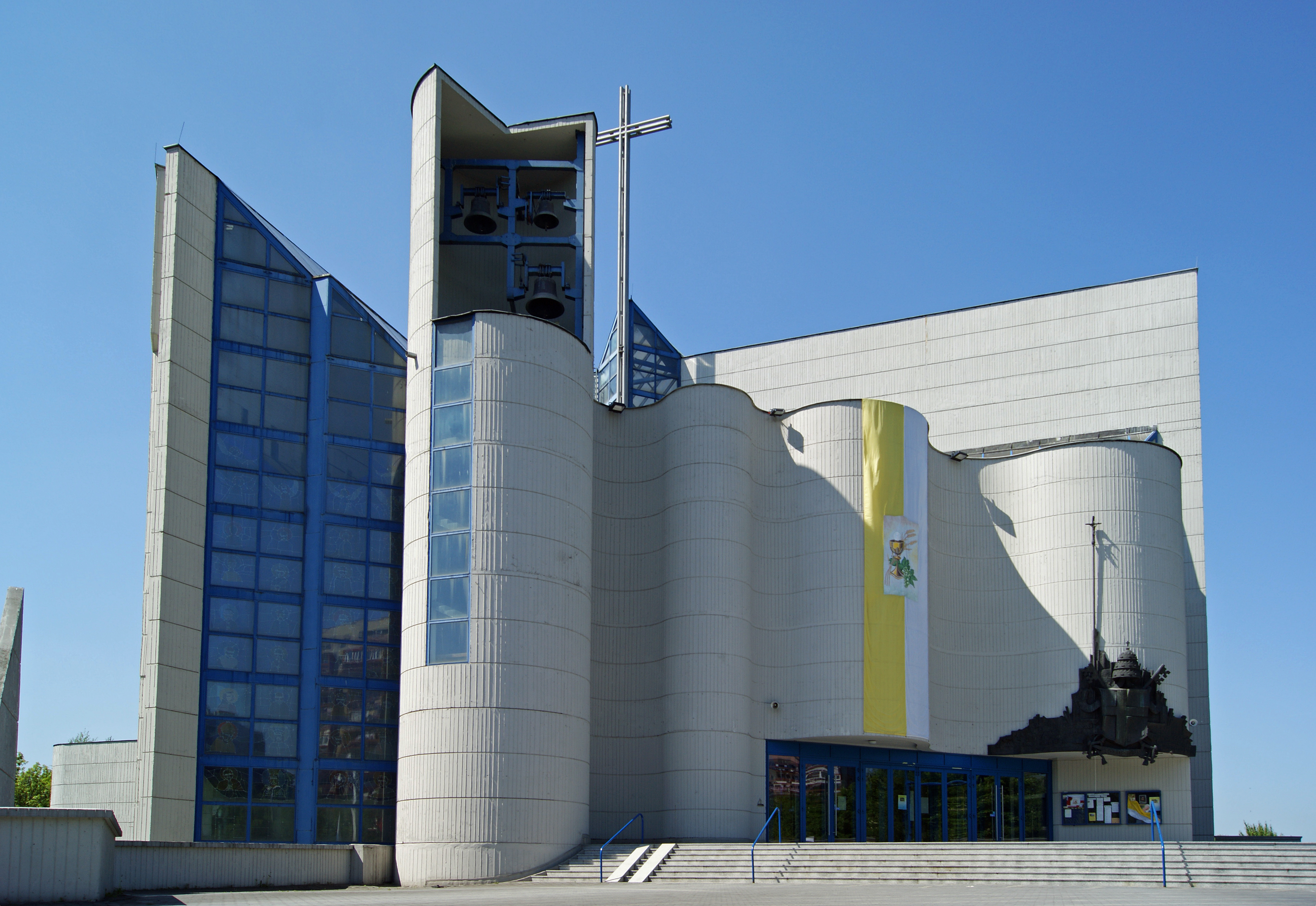
Kościół rzymskokatolicki św. Jadwigi na os. Krowodrza Górka

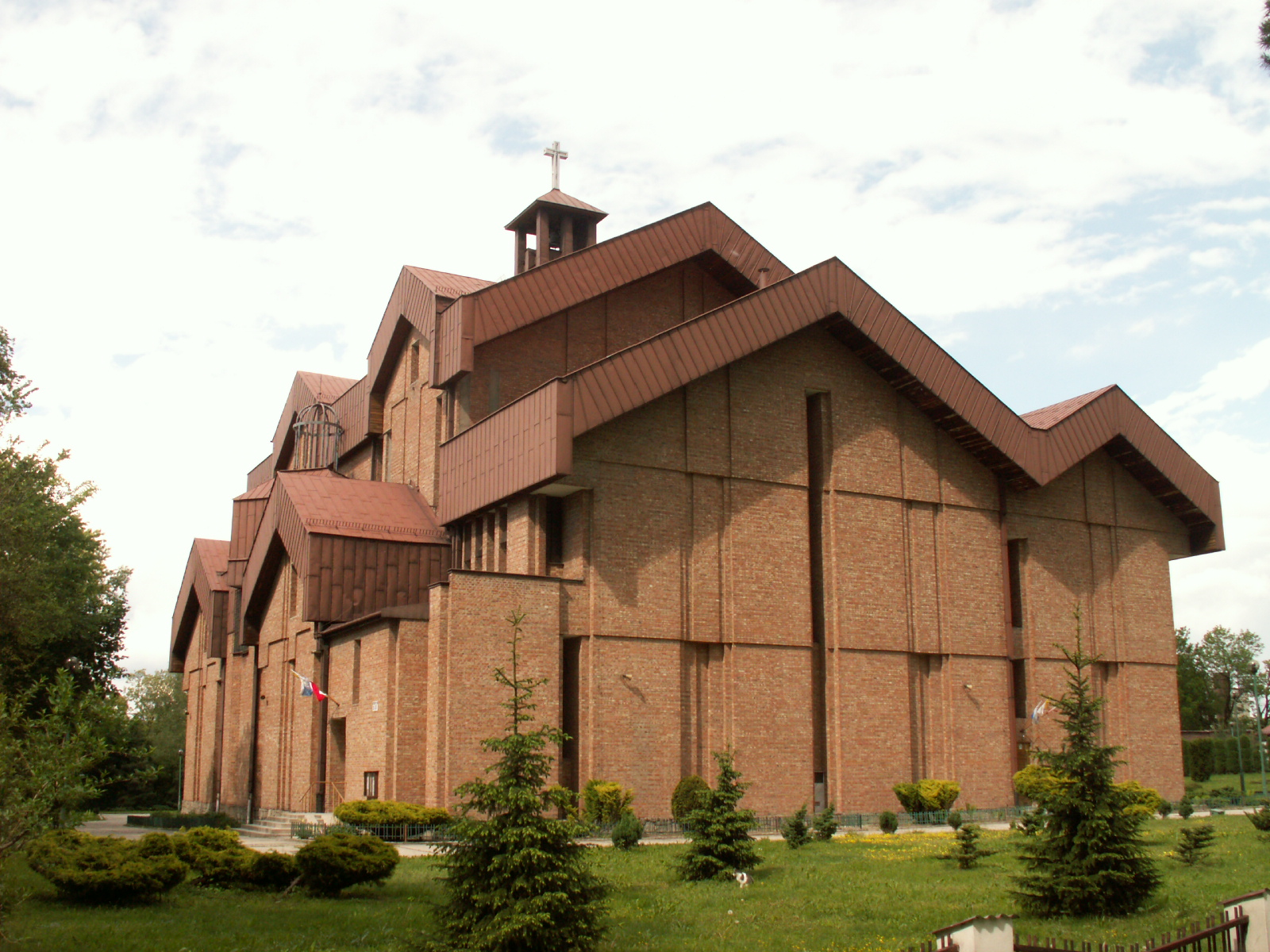
Kościół rzymskokatolicki św. Jana Chrzciciela w Krakowie-Prądniku Czerwonym

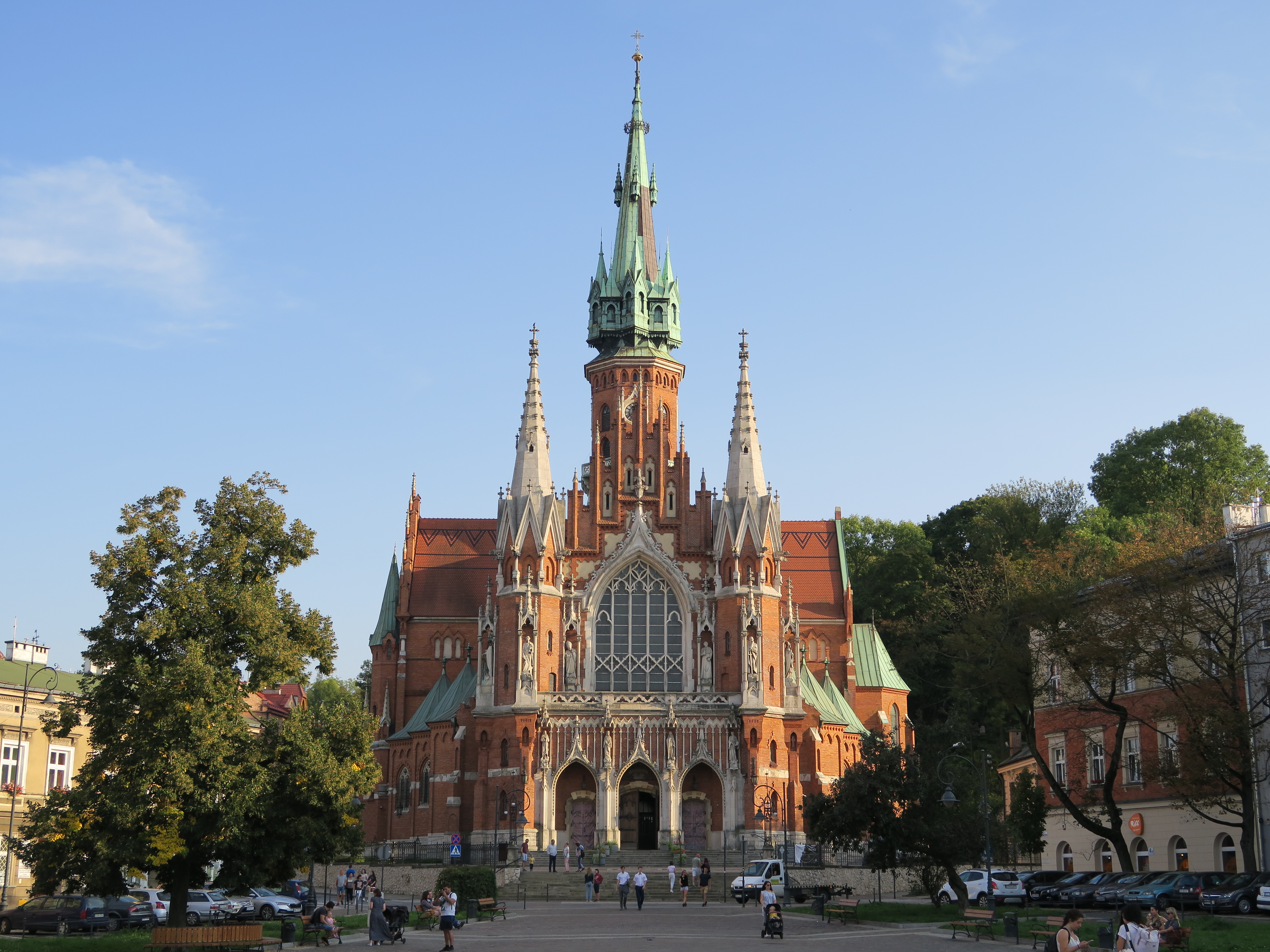
Kościół rzymskokatolicki św. Józefa w Krakowie-Podgórzu

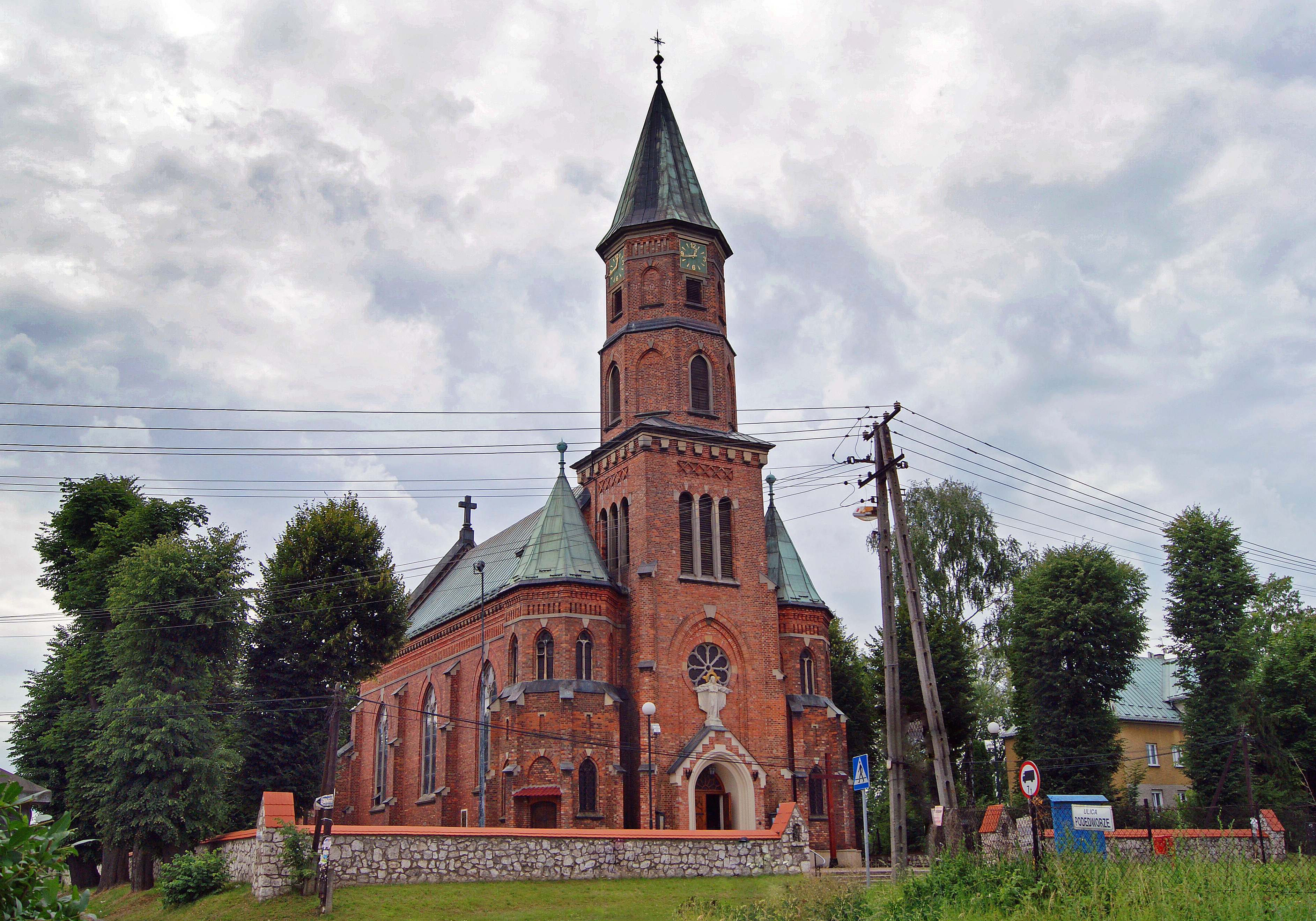
Kościół rzymskokatolicki Najświętszego Serca Pana Jezusa w Krakowie-Piaskach Wielkich

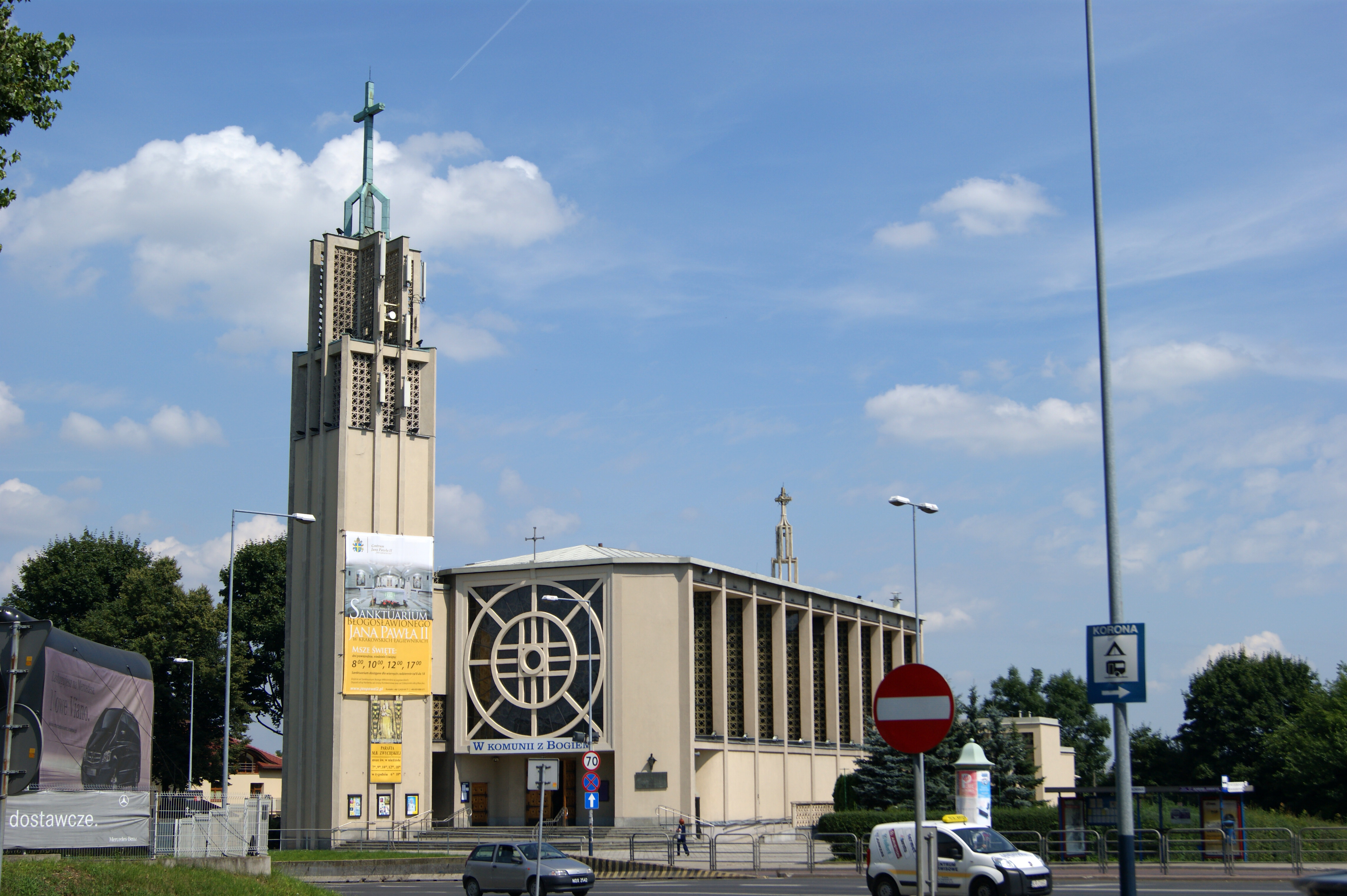
Kościół rzymskokatolicki Matki Bożej Zwycięskiej w Krakowie-Borku Fałęckim

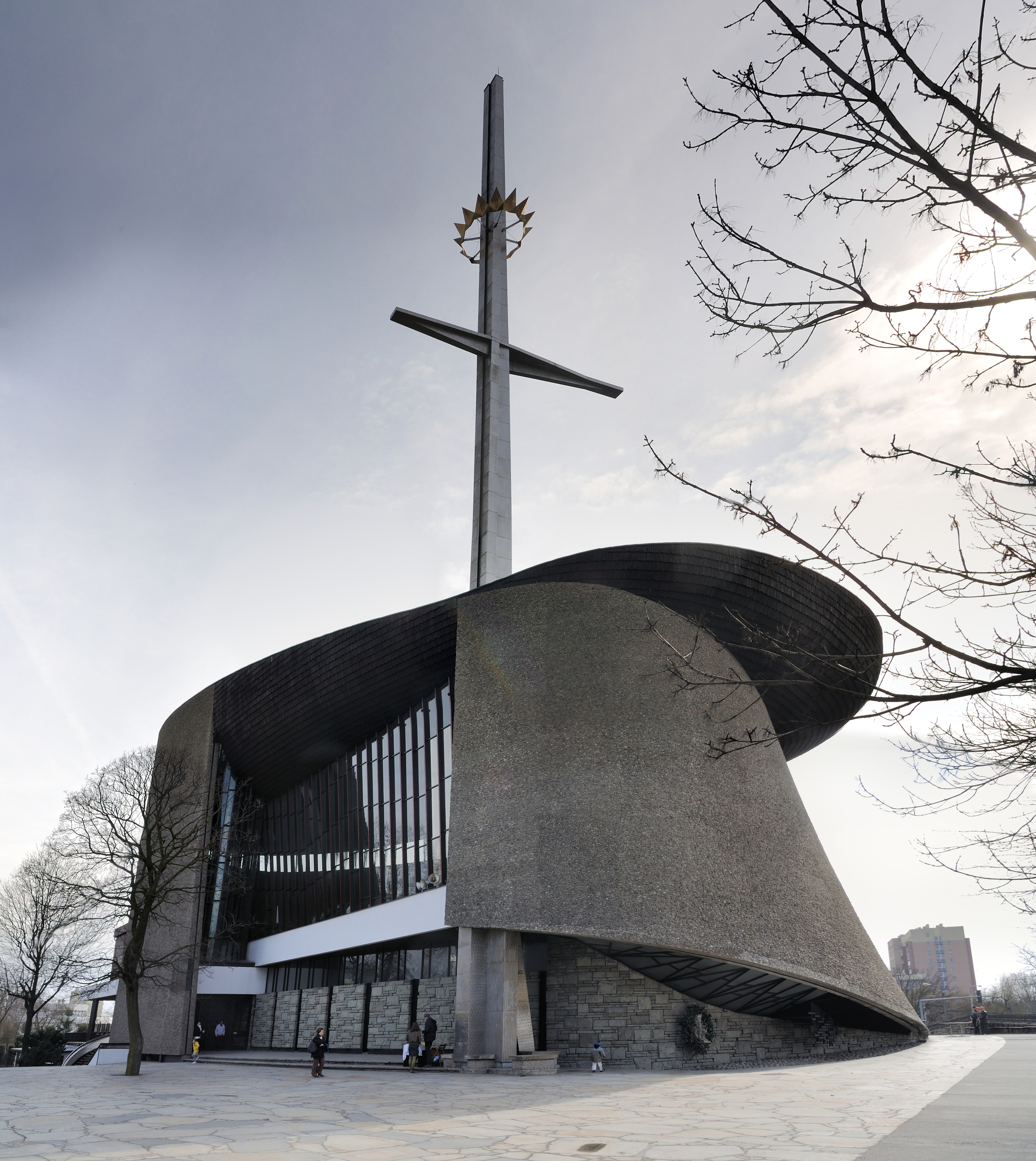
Arka Pana

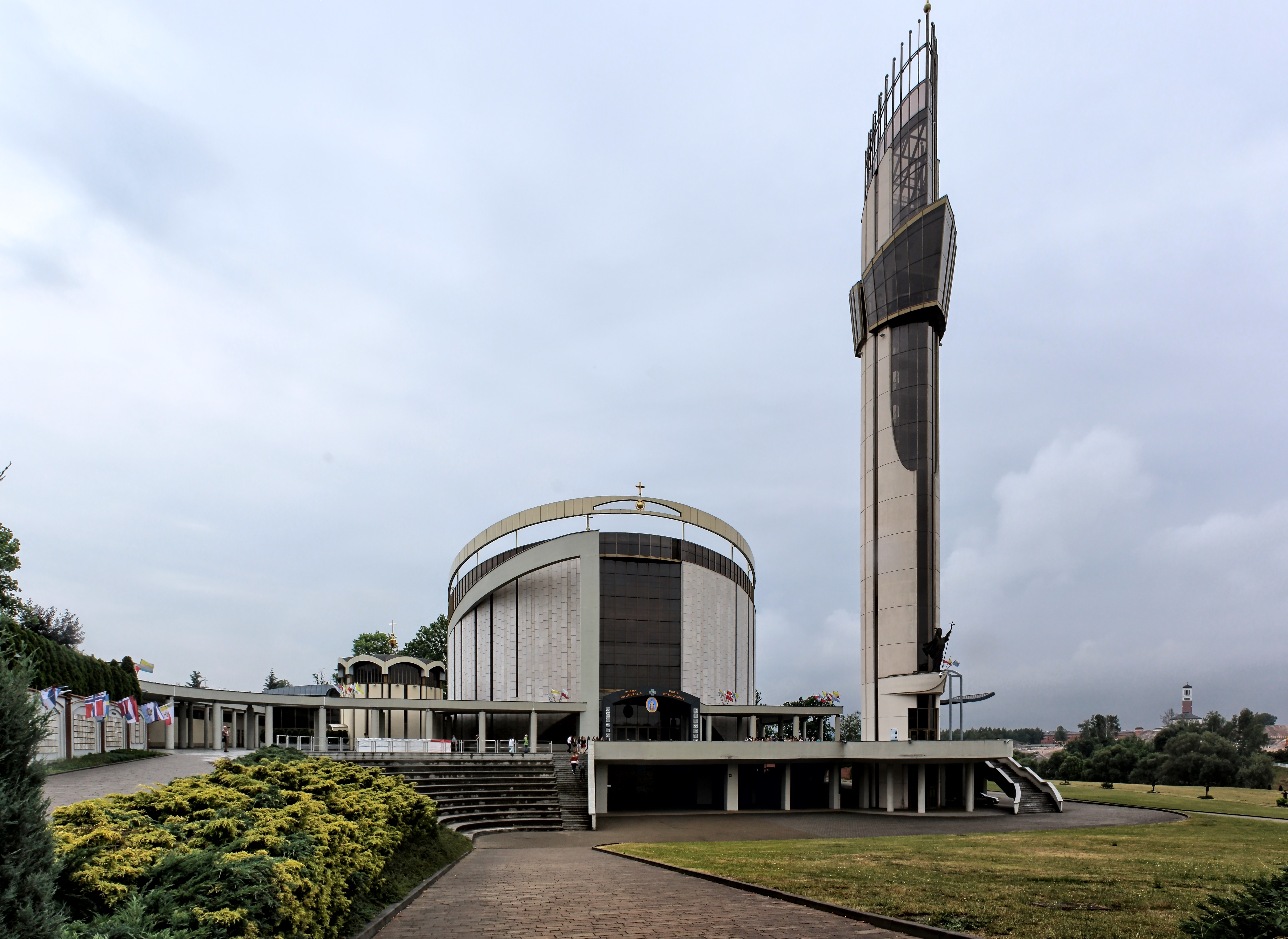
Sanktuarium Bożego Miłosierdzia w Krakowie-Łagiewnikach

Kościół katolicki na obszarze Krakowa funkcjonuje w trzech obrządkach (rytach): rzymskokatolickim, bizantyjsko-ukraińskim (greckokatolickim) i ormiańskim:

#### Kościół rzymskokatolicki
Kraków jest siedzibą metropolii krakowskiej, jednej z 14 metropolii obrządku łacińskiego w polskim Kościele katolickim. Na terenie miasta działa ok. 90 parafii (w tym 1 wojskowa), dwa sanktuaria oraz kilka kościołów rektoralnych.
- Archidiecezja krakowska:
  - parafia archikatedralna św. Stanisława i św. Wacława – Kraków, Wawel[6]
  - Sanktuarium Bożego Miłosierdzia w Krakowie-Łagiewnikach[7]
  - Sanktuarium św. Jana Pawła II[8]
  - Dekanat Kraków-Centrum[9]:
    - parafia Nawiedzenia NMP – Kraków, Stare Miasto
    - parafia św. Anny – Kraków, Stare Miasto
    - parafia św. Floriana – Kraków, Stare Miasto
    - parafia Świętego Krzyża – Kraków, Stare Miasto
    - parafia Wniebowzięcia NMP – Kraków, Stare Miasto
    - parafia Wszystkich Świętych – Kraków, Stare Miasto
    - rektorat Bożego Miłosierdzia – Kraków, Stare Miasto
    - rektorat Przemienienia Pańskiego – Kraków, Stare Miasto
    - rektorat św. Marka Ewangelisty – Kraków, Stare Miasto
    - rektorat św. Wojciecha – Kraków, Stare Miasto

  - Dekanat Kraków-Kazimierz[10]:
    - parafia Bożego Ciała – Kraków, Kazimierz
    - parafia Miłosierdzia Bożego – Kraków, Grzegórzki (Os. Oficerskie)
    - parafia św. Katarzyny Aleksandryjskiej – Kraków, Kazimierz
    - parafia św. Kazimierza – Kraków, Grzegórzki
    - parafia św. Mikołaja – Kraków, Grzegórzki (Wesoła)
    - parafia św. Stanisława – Kraków, Grzegórzki (os. Dąbie)
    - Rektorat kościoła Zmartwychwstania Pańskiego – Kraków, Stare Miasto (Cmentarz Rakowicki)

  - Dekanat Kraków-Salwator[11]:
    - parafia Chrystusa Króla – Kraków, Zwierzyniec (Przegorzały)
    - parafia św. Jana Pawła II – Kraków, Dębniki (Ruczaj)
    - parafia Matki Bożej Częstochowskiej – Kraków, Zwierzyniec (Olszanica)
    - parafia Matki Bożej Królowej Polski – Kraków, Zwierzyniec (Wola Justowska)
    - parafia Matki Bożej Nieustającej Pomocy – Kraków, Zwierzyniec (Bielany)
    - parafia Matki Bożej Różańcowej – Kraków, Dębniki (Skotniki)
    - parafia Najświętszego Salwatora – Kraków, Zwierzyniec (os. Salwator)
    - parafia Najświętszego Serca Pana Jezusa – Kraków, Zwierzyniec (Pychowice)
    - parafia św. Apostołów Piotra i Pawła – Kraków, Dębniki (Tyniec)
    - parafia św. Stanisława Kostki – Kraków, Dębniki (Dębniki)
    - parafia Zesłania Ducha Świętego – Kraków, Dębniki (Ruczaj)

  - Dekanat Kraków-Bronowice[12]:
    - parafia bł. Anieli Salawy – Kraków, Krowodrza (Łobzów)
    - parafia MB Nieustającej Pomocy – Kraków, Bronowice (Mydlniki)
    - parafia NMP z Lourdes – Kraków, Krowodrza (Nowa Wieś)
    - parafia św. Antoniego z Padwy – Kraków, Bronowice (Bronowice Małe)
    - parafia św. Jacka – Kraków, Bronowice
    - parafia św. Jana Kantego – Kraków, Bronowice (os. Widok)
    - parafia św. Szczepana – Kraków, Krowodrza (Nowa Wieś)
    - parafia św. Wojciecha – Kraków, Bronowice (os. Bronowice Nowe)

  - Dekanat Kraków-Krowodrza[13]:
    - parafia Chrystusa Odkupiciela Człowieka - Redemptor Hominis – Kraków, Prądnik Biały (Prądnik Biały)
    - parafia Najświętszej Marii Panny Matki Kościoła – Kraków, Prądnik Biały
    - parafia Niepokalanego Poczęcia Najświętszej Marii Panny – Kraków, Prądnik Biały (Azory)
    - parafia Stygmatów św. Franciszka z Asyżu – Kraków, Prądnik Biały (Bronowice Wielkie)
    - parafia św. Jadwigi Królowej – Kraków, Prądnik Biały (os. Krowodrza Górka)
    - parafia św. Karola Boromeusza – Kraków, Prądnik Biały (os. ks. Siemaszki)
    - parafia św. Marii Magdaleny – Kraków, Prądnik Biały (os. Witkowice Nowe)
    - parafia św. Stanisława Biskupa Męczennika – Kraków, Prądnik Biały (Tonie)

  - Dekanat Kraków-Prądnik[14]:
    - Kapelania pw. Chrystusa Odkupiciela – Kraków, Prądnik Czerwony (Cmentarz Batowicki)
    - parafia Chrystusa Króla – Kraków, Prądnik Biały (os. Gotyk)
    - parafia Dobrego Pasterza – Kraków, Prądnik Czerwony (Warszawskie)
    - parafia Matki Bożej Ostrobramskiej – Kraków, Prądnik Czerwony (os. Wieczysta)
    - parafia Najświętszego Imienia Maryi – Kraków, Prądnik Czerwony (Rakowice)
    - parafia św. Jana Chrzciciela – Kraków, Prądnik Czerwony (os. Prądnik Czerwony)

  - Dekanat Kraków-Podgórze[15]:
    - parafia Matki Bożej Fatimskiej – Kraków, Dębniki (Osiedle Podwawelskie)
    - parafia Matki Bożej Fatimskiej – Kraków, Podgórze (Płaszów)
    - parafia Matki Bożej Nieustającej Pomocy – Kraków, Podgórze (Stare Podgórze)
    - parafia Matki Bożej Saletyńskiej – Kraków, Łagiewniki (Osiedle Cegielniana)
    - parafia Najświętszego Serca Pana Jezusa – Kraków, Podgórze (Płaszów)
    - parafia św. Józefa – Kraków, Podgórze (Stare Podgórze)
    - parafia św. Kingi – Kraków, Podgórze Duchackie (Wola Duchacka)
    - parafia Zmartwychwstania Pańskiego – Kraków, Podgórze Duchackie (Wola Duchacka)

  - Dekanat Kraków-Prokocim[16]:
    - parafia bł. Jerzego Popiełuszki – Kraków, Bieżanów-Prokocim (Osiedle Złocień)
    - parafia MB Dobrej Rady – Kraków, Bieżanów-Prokocim (Prokocim)
    - parafia Matki Bożej Różańcowej – Kraków, Podgórze Duchackie (os. Piaski Nowe)
    - parafia Miłosierdzia Bożego – Kraków, Bieżanów-Prokocim (os. Nowy Prokocim)
    - parafia Najświętszego Serca Pana Jezusa – Kraków, Podgórze Duchackie (Piaski Wielkie)
    - parafia Najświętszej Rodziny – Kraków, Bieżanów-Prokocim (os. Bieżanów Nowy)
    - parafia Narodzenia NMP – Kraków, Bieżanów-Prokocim (Bieżanów)
    - parafia Nawiedzenia NMP – Kraków, Bieżanów-Prokocim (Rżąka)
    - parafia Niepokalanego Serca NMP – Kraków, Podgórze (Rybitwy)
    - parafia św. Marii Magdaleny – Kraków, Swoszowice (Kosocice)

  - Dekanat Kraków-Borek Fałęcki[17]:
    - parafia Matki Bożej Królowej Polski – Kraków, Dębniki (Kobierzyn, Nowy Ruczaj)
    - parafia Matki Bożej Zwycięskiej – Kraków, Łagiewniki-Borek Fałęcki (Borek Fałęcki)
    - parafia Najświętszego Serca Pana Jezusa – Kraków, Łagiewniki-Borek Fałęcki (Łagiewniki)
    - parafia Opatrzności Bożej – Kraków, Swoszowice (Swoszowice)
    - parafia Podwyższenia Krzyża Świętego – Kraków, Podgórze Duchackie (Kurdwanów)
    - parafia Przemienienia Pańskiego – Kraków, Swoszowice (Wróblowice)
    - parafia św. Jadwigi Królowej – Kraków, Swoszowice (Kliny Borkowskie)
    - parafia św. Maksymiliana Kolbego – Kraków, Swoszowice (Opatkowice)
    - parafia św. Rafała Kalinowskiego – Kraków, Swoszowice (Kliny Zacisze)
    - Rektorat Matki Bożej Częstochowskiej – Kraków, Dębniki (Szpital Kliniczny im. dr. Józefa Babińskiego)
    - Samodzielny rektorat Bożego Miłosierdzia– Kraków, Łagiewniki-Borek Fałęcki (Łagiewniki)

  - Dekanat Kraków-Mogiła[18]:
    - parafia MB Częstochowskiej – Kraków, Nowa Huta (Szklane Domy)
    - parafia św. Bartłomieja – Kraków, Nowa Huta (Mogiła)
    - parafia św. Brata Alberta Chmielowskiego – Kraków, Czyżyny (os. Dywizjonu 303)
    - parafia św. Judy Tadeusza Apostoła – Kraków, Czyżyny (Czyżyny)
    - parafia św. Maksymiliana Kolbego – Kraków, Mistrzejowice (os. Tysiąclecia)
    - parafia św. Wincentego – Kraków, Nowa Huta (Pleszów)

  - Dekanat Kraków-Bieńczyce[19]:
    - parafia Matki Bożej Królowej Polski – Kraków, Bieńczyce
    - parafia Matki Bożej Nieustającej Pomocy – Kraków, Mistrzejowice (os. Bohaterów Września)
    - parafia Matki Bożej Pocieszenia – Kraków, Nowa Huta (os. Sportowe)
    - parafia Miłosierdzia Bożego – Kraków, Wzgórza Krzesławickie (os. Na Wzgórzach)
    - parafia Najświętszego Serca Pana Jezusa – Kraków, Nowa Huta (os. Teatralne)
    - parafia Najświętszego Serca Pana Jezusa – Kraków, Wzgórza Krzesławickie (Lubocza)
    - parafia św. Józefa Oblubieńca NMP – Kraków, Bieńczyce (os. Kalinowe)
    - parafia św. Stanisława Biskupa i Męczennika – Kraków, Wzgórza Krzesławickie (Kantorowice)

  - Dekanat Skawina[20]:
    - parafia Podwyższenia Krzyża Świętego – Kraków, Dębniki (Sidzina)

  - Dekanat Wawrzeńczyce[21]:
    - parafia św. Grzegorza Wielkiego w Krakowie – Kraków, Nowa Huta (Górka Kościelnicka)
    - parafia Wszystkich Świętych – Kraków, Nowa Huta (Ruszcza)
- Ordynariat Polowy Wojska Polskiego:
  - Dekanat Wojsk Specjalnych[22]:
    - parafia wojskowa św. Agnieszki w Krakowie

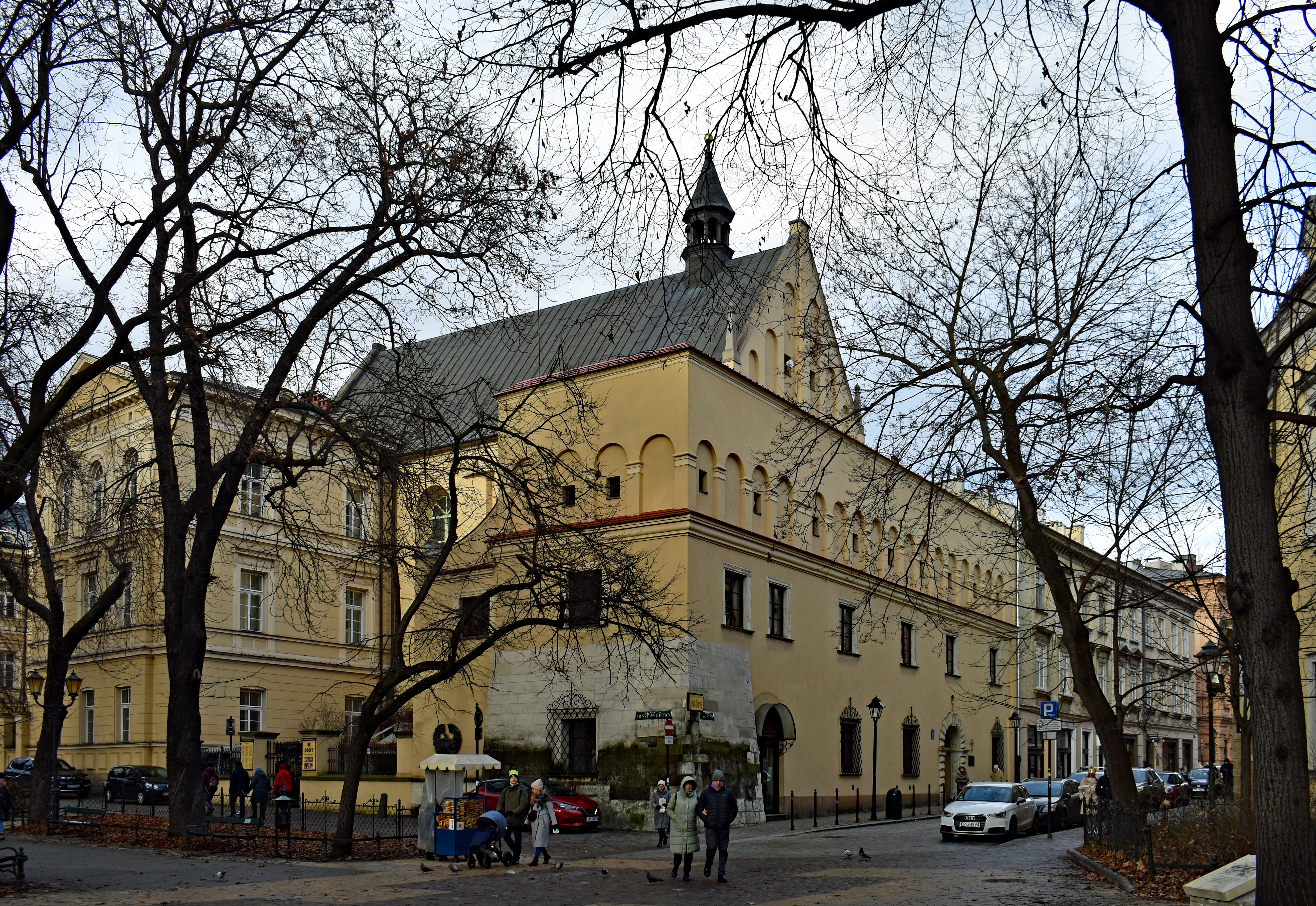
Cerkiew greckokatolicka Podwyższenia Krzyża Świętego w Krakowie

#### Kościół greckokatolicki
- Kościół greckokatolicki w Polsce:
  - parafia Podwyższenia Krzyża Świętego w Krakowie[23][24]
  - ośrodek duszpasterski w Krakowie-Nowej Hucie, nabożeństwa prowadzone są w rzymskokatolickim kościele św. Brata Alberta Chmielowskiego[25]

#### Kościół ormiańskokatolicki
- Kościół katolicki obrządku ormiańskiego w Polsce – ormiańskokatolicka parafia południowa pw. św. Grzegorza Oświeciciela z siedzibą w Gliwicach[26], msze odbywają się w rzymskokatolickim kościele św. Mikołaja w Krakowie przy ulicy Kopernika 9[27].

#### Historia
Choć historycznie biskupstwo krakowskie powołano w roku 1000 to jednak początki biskupstwa krakowskiego stanowią przedmiot dyskusji naukowej. Najstarszy kalendarz katedry wawelskiej pochodzący z ok. 1257 roku wymienia przed pierwszym historycznym biskupem Popponem (ustanowionym w roku 1000) dwóch jego poprzedników: Prohora i Prokulfa o których jednak brakuje przekazów historycznych. Stąd według różnych hipotez mogli to być albo biskupi krakowscy, albo ołomunieccy jednak na siedzibie krakowskiej albo też mogli to by być kontynuatorzy słowiańskiej misji Metodego. Inni badacze sugerują, że dedykacja katedry na Wawelu Wacławowi I wskazuje, że została ona ufundowana jeszcze w okresie przynależności Krakowa do państwa czeskiego, co mogło mieć miejsce przed rokiem 990. Jeszcze inne teorie uznają Prohora i Prokulfa za osoby włączone do katalogu biskupów krakowskich przypadkowo. Dla przykładu Alfons Parczewski wykazał podobieństwo imion Prokora i Prokulfa do imion Porchariusa i Prokulejana – biskupów diecezji Auch z VI w. we Francji.
Od 1000 roku na mocy dekretu papieża Sylwestra II Kraków stał się stolicą nowo powołanej diecezji krakowskiej (jednej z czterech w Polsce). Pierwszym biskupem został Poppon (zm. 1008), Niemiec pochodzący z Turyngii. W latach 30. XI wieku gdy nastąpił powrót ludności ku dawnej religii, którego kulminacją był wybuch powstania ludowego w 1037 r., skierowanego przeciwko rozwijającym się stosunkom feudalnym i wprowadzaniu chrześcijaństwa diecezja krakowska jako jedyna utrzymała się w Polsce. Do Krakowa nie dotarła ani fala buntu, ani najazd Brzetysława I w 1038 roku gdy zajęto Śląsk i złupiono Wielkopolskę.
Przez wiele wieków diecezja krakowska ulegała licznym podziałom ze względu na rozbiory Polski (od XI w. Kraków był stolicą Polski i przez wiele wieków drugim po Gnieźnie ośrodkiem kościelnym w Polsce). Należała do: metropolii gnieźnieńskiej (do 1807), metropolii lwowskiej (1807–1818), metropolii warszawskiej (1818–1880), Stolicy Apostolskiej (1880–1925). Od 1925 jest częścią Archidiecezji krakowskiej i Metropolii krakowskiej. W roku 1992 w wyniku zmian podziału administracyjnego kościoła w Polsce nowe granice metropolii objęły – poza archidiecezją krakowską – diecezje bielsko-żywiecką, kielecką i tarnowską.
Za czasów bp. Andrzeja Zebrzydowskiego krakowska szlachta licznie przechodziła na kalwinizm przejmując katolickie kościoły. Mieszczanie zaś przechodzili na luteranizm. Bp Zebrzydowski opuścił diecezję i w roku 1558 usunął się do rodzinnego Więcborka co spowodowało dalszy rozwój reformacji. Za czasów bp. Piotra Myszkowskiego działalność w Krakowie rozwinęli jezuici, a także dominikanie, którym bp Myszkowski oddał kolegiatę św. Idziego.
W 1714 roku rada miasta wybrała św. Józefa patronem Krakowa – jako wotum dziękczynne za opiekę w czasie wojny i epidemii.
Kraków był gospodarzem Światowych Dni Młodzieży w 2016 roku.

### Starokatolicyzm

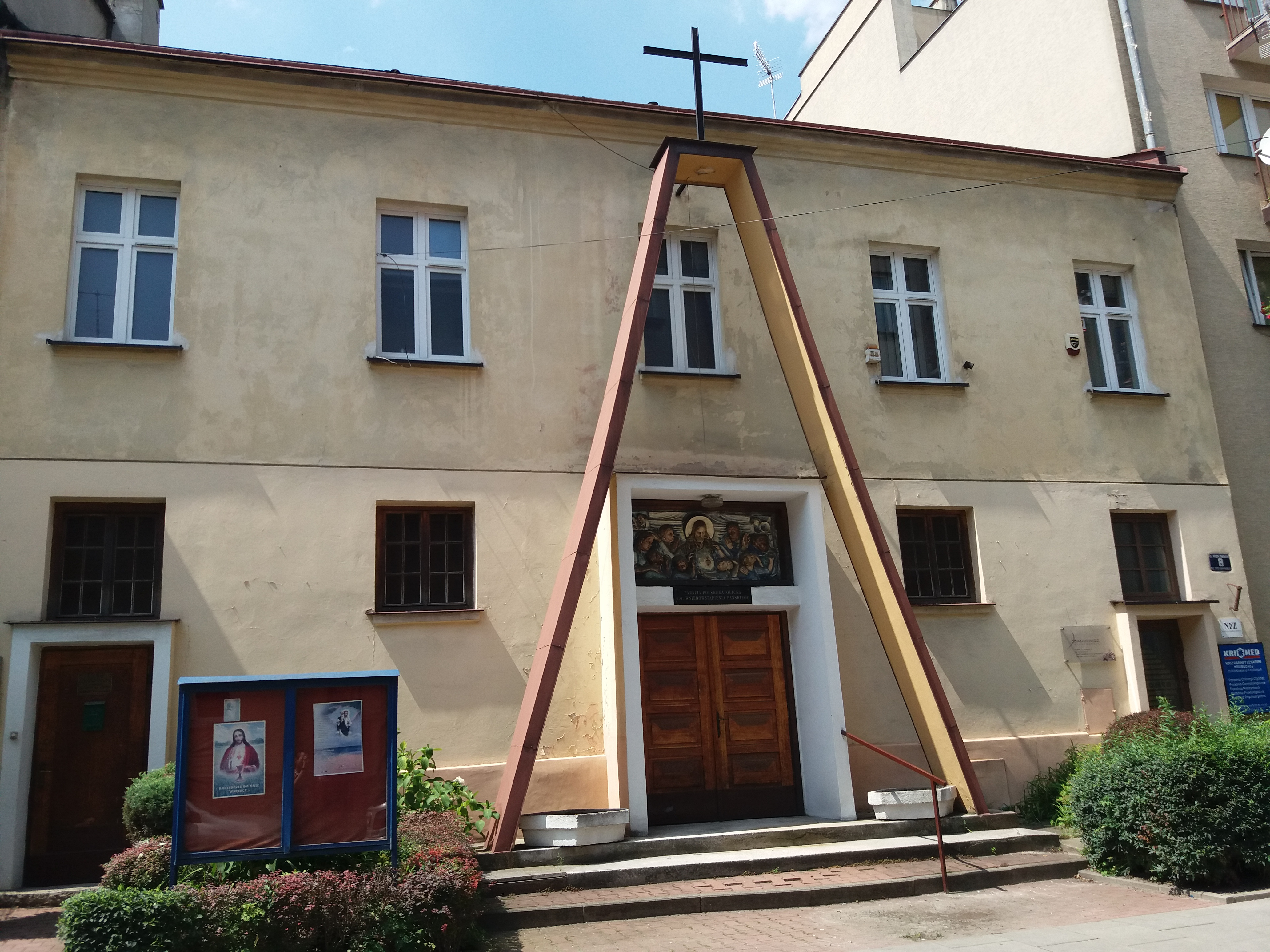
Kaplica parafii polskokatolickiej Wniebowstąpienia Pańskiego w Krakowie

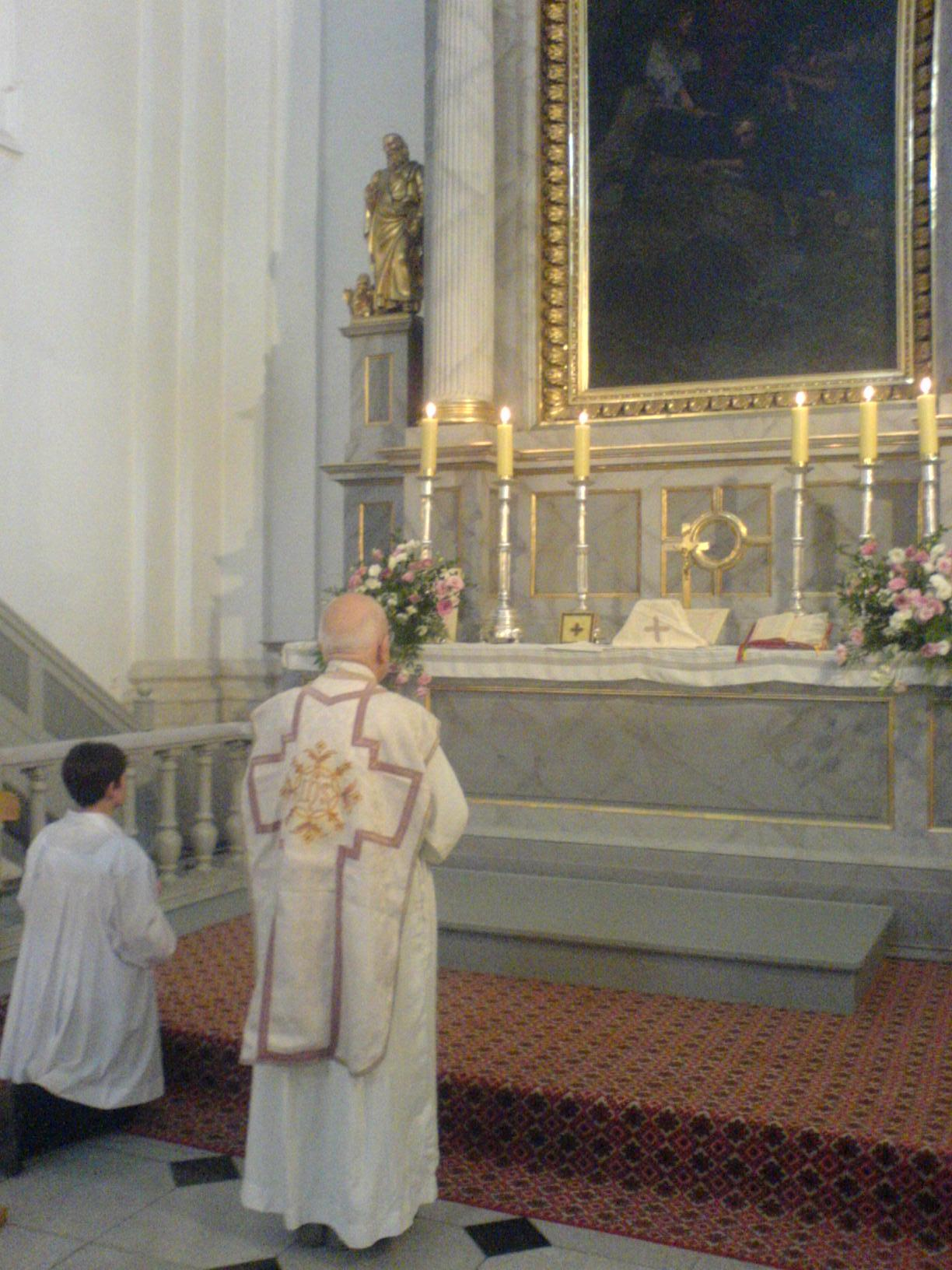
Kapłan M. Paweł Rudnicki sprawuje mariawicką Mszę Św. w kościele ewangelickim w Krakowie

#### Polskokatolicyzm
- Katolicki Kościół Narodowy w Polsce – parafia w Krakowie[32][33]
- Kościół Polskokatolicki w RP:
  - parafia Wniebowstąpienia Pańskiego – ul. Józefa Friedleina 8[34]
  - parafia Wniebowzięcia Najświętszej Maryi Panny – ul. Macieja Miechowity 19[34]

Obie parafie należą do dekanatu krakowskiego diecezji krakowsko-częstochowskiej.

#### Ekumeniczna Wspólnota Katolicka
- Reformowany Kościół Katolicki w Polsce – Wspólnota pod wezwaniem Bogurodzicy Maryi i świętego Jordana[35]

#### Mariawityzm
- Kościół Starokatolicki Mariawitów w RP – Społeczność mariawicka w Krakowie, nabożeństwa prowadzone są przez kapłana z parafii w Wierzbicy w kościele ewangelicko-augsburskim św. Marcina w Krakowie[36][37].

### Tradycjonalizm katolicki
- Bractwo Kapłańskie Świętego Piusa X – Przeorat pw. św. Stanisława biskupa, kaplica pw. Najświętszej Maryi Panny Pośredniczki Wszystkich Łask, ul. Zdunów 24[38].
- Sedewakantyzm – Oratorium Najświętszej Maryi Panny Królowej Polski, ul. Sarego 18/2[39].

## Prawosławie

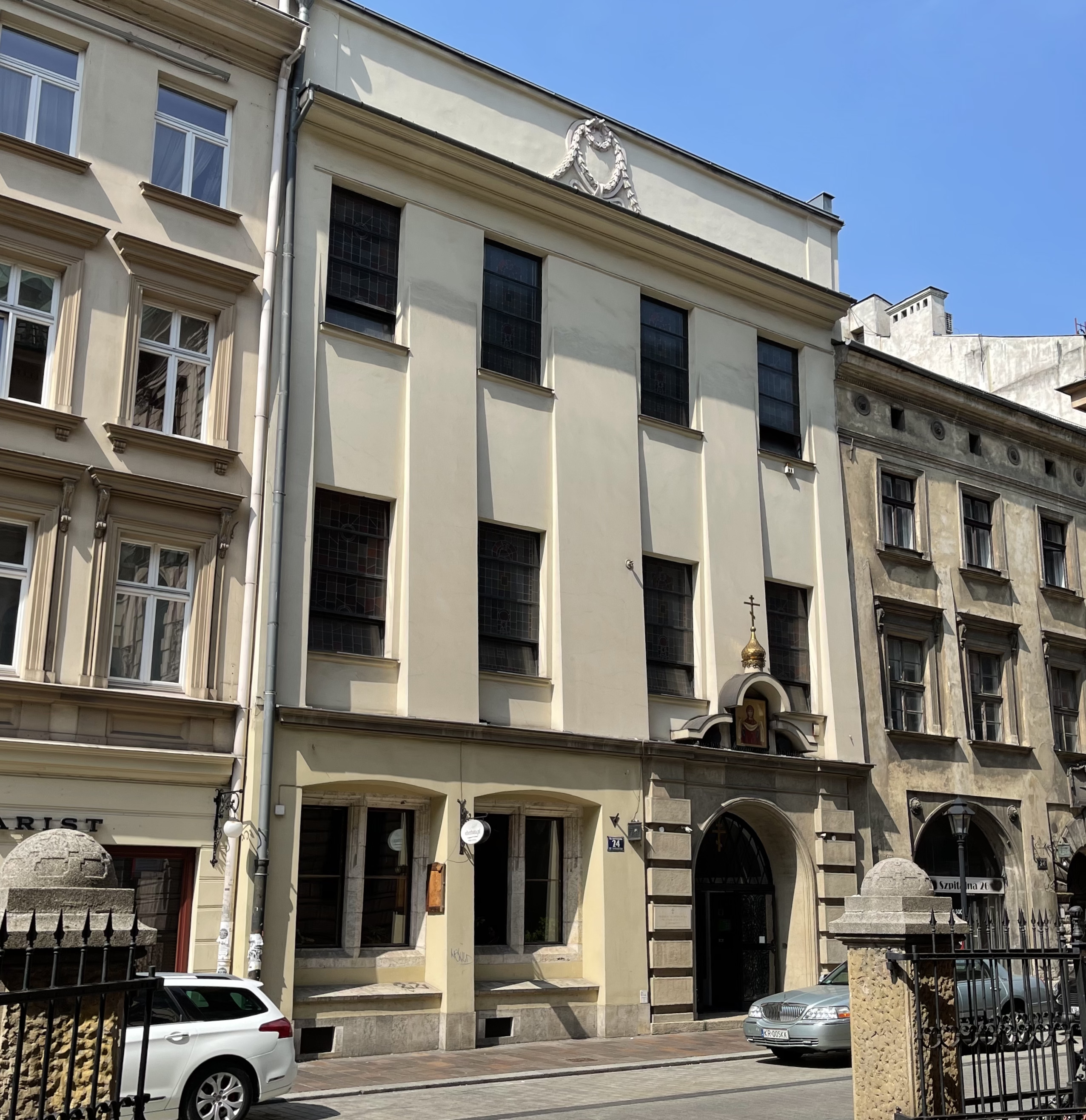
Cerkiew prawosławna Zaśnięcia Najświętszej Maryi Panny w Krakowie

- Polski Autokefaliczny Kościół Prawosławny – parafia pw. Zaśnięcia Przenajświętszej Bogurodzicy, ul. Szpitalna 24. Parafia należy do dekanatu Kraków diecezji łódzko-poznańskiej[40].

## Protestantyzm

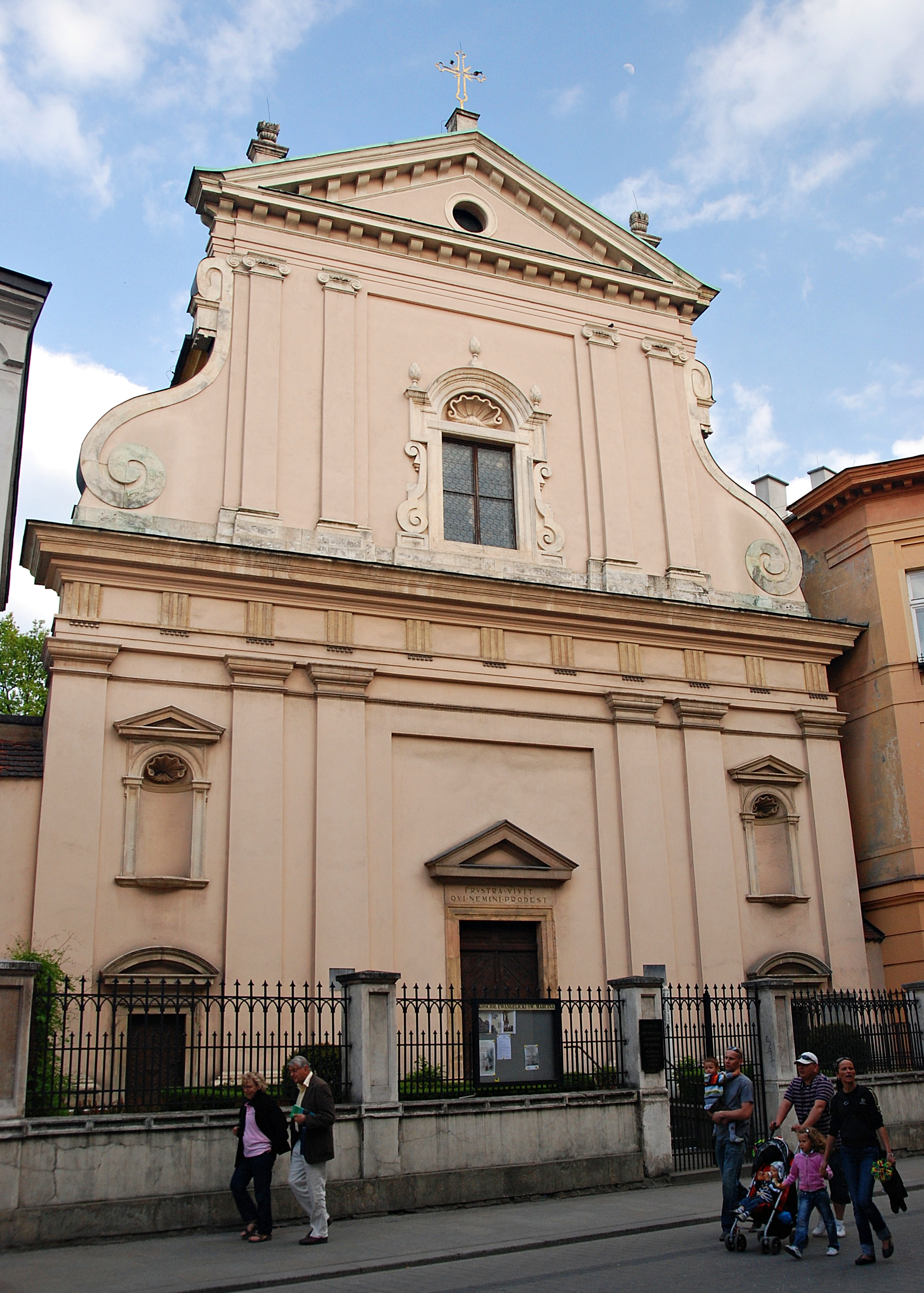
Kościół ewangelicko-augsburski św. Marcina w Krakowie

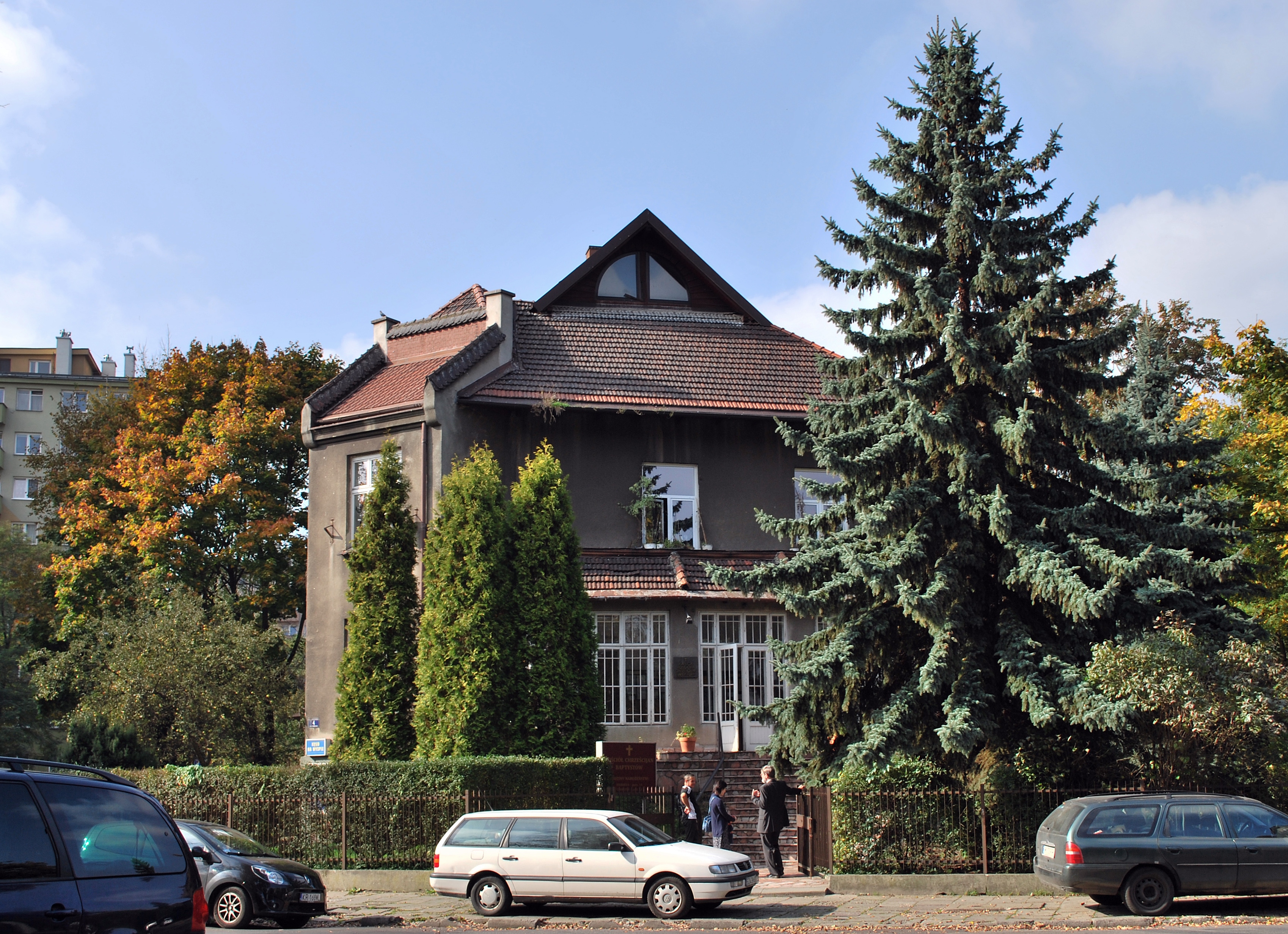
Kaplica I Zboru Kościoła Chrześcijan Baptystów w Krakowie

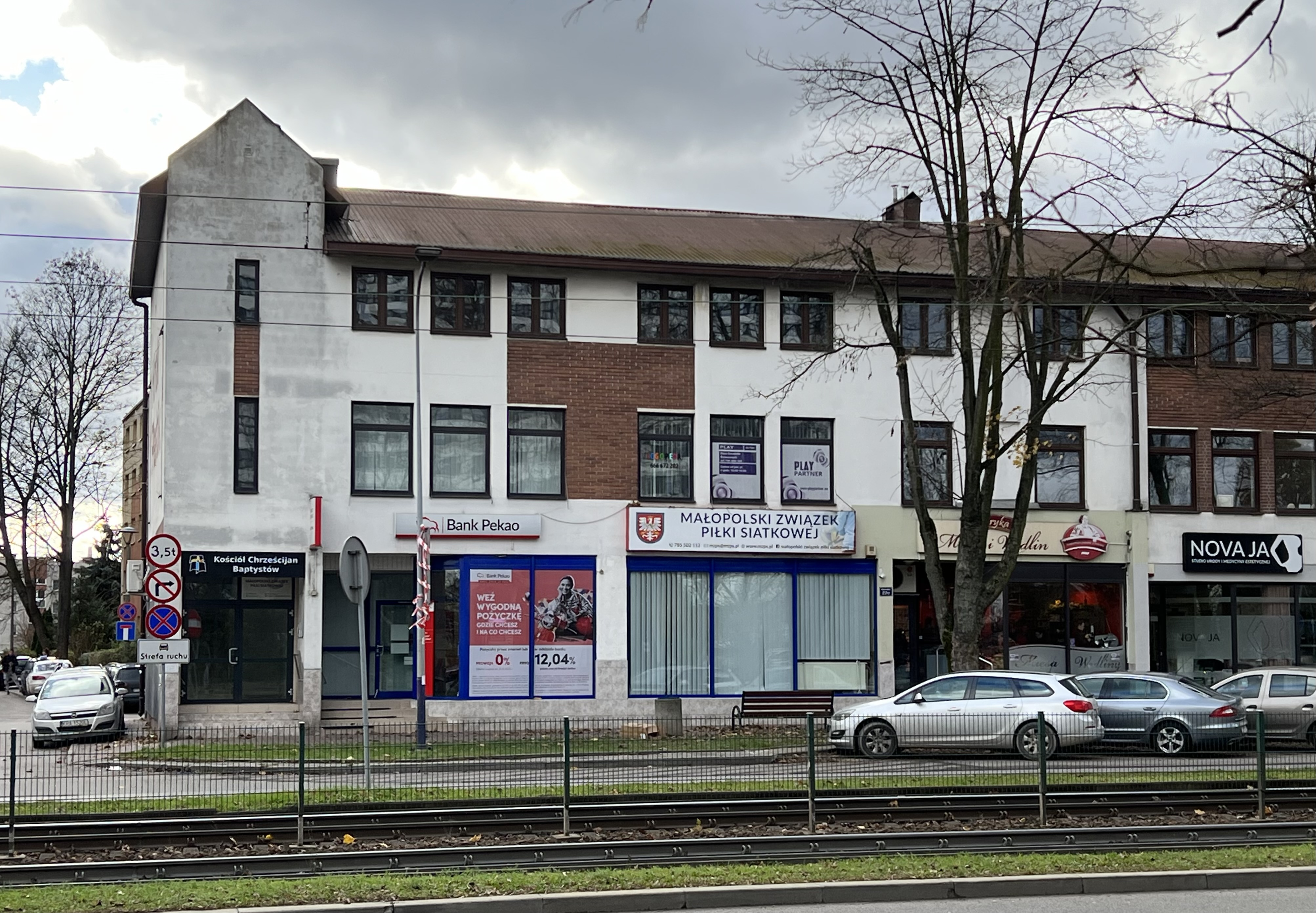
Budynek III Zboru Kościoła Chrześcijan Baptystów na Osiedlu Wysokim

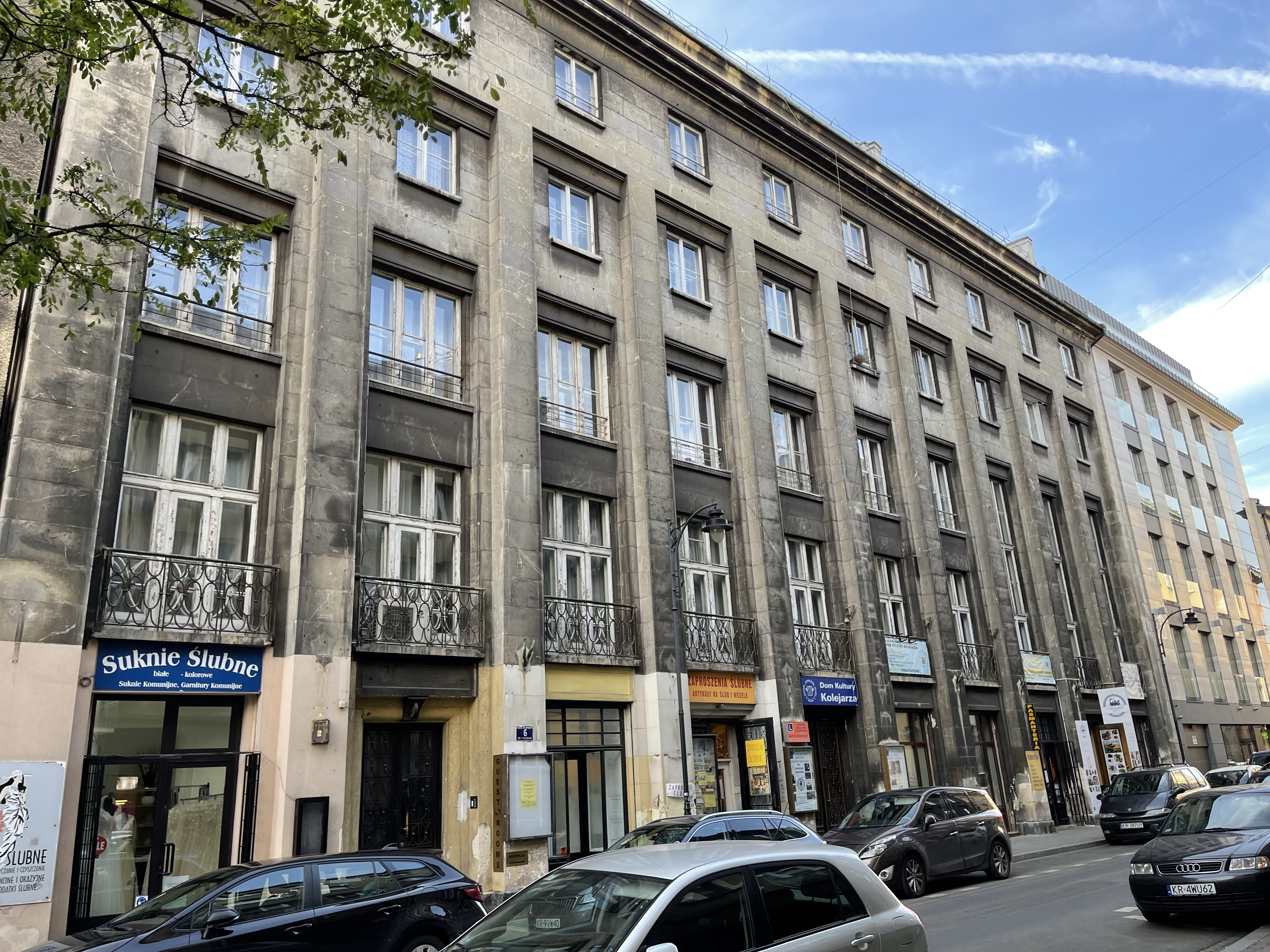
Dom Kultury Kolejarza, w którym odbywają się nabożeństwa Kościoła Baptystycznego „Betel“

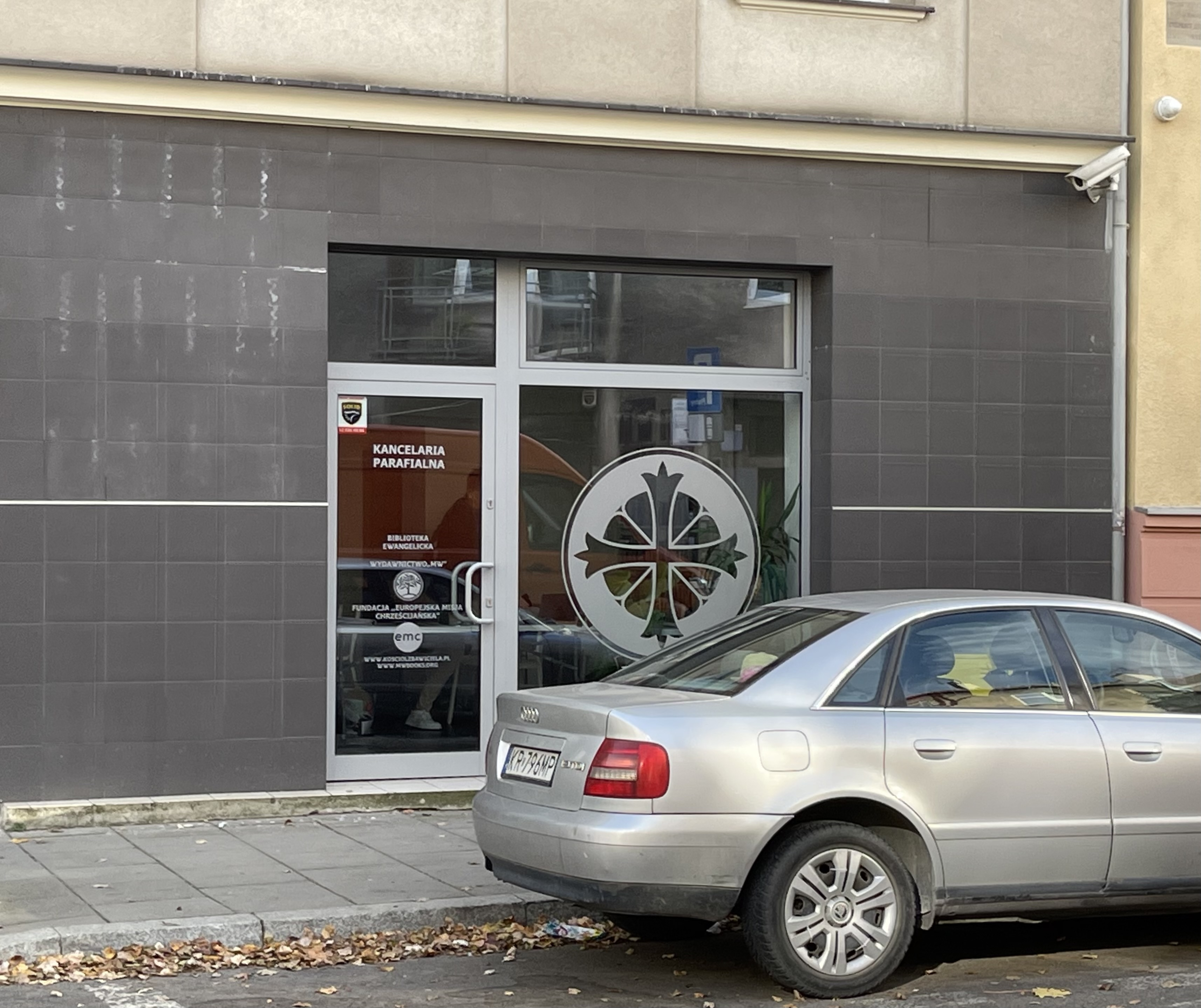
Siedziba Parafii Ewangelicko-Prezbiteriańskiej Chrystusa Zbawiciela

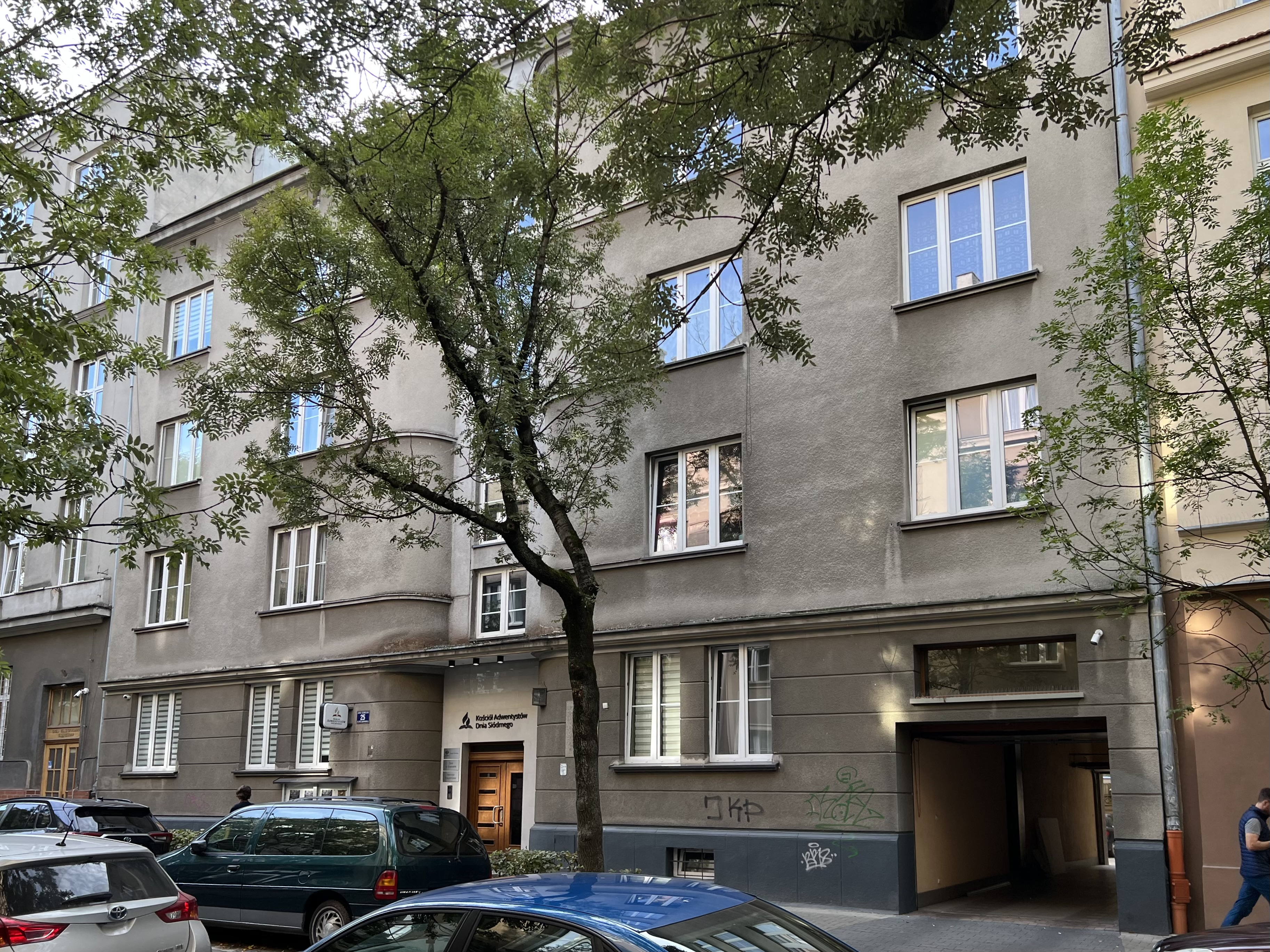
Siedziba Zboru Kościoła Adwentystów Dnia Siódmego w Krakowie przy ul. Lubelskiej

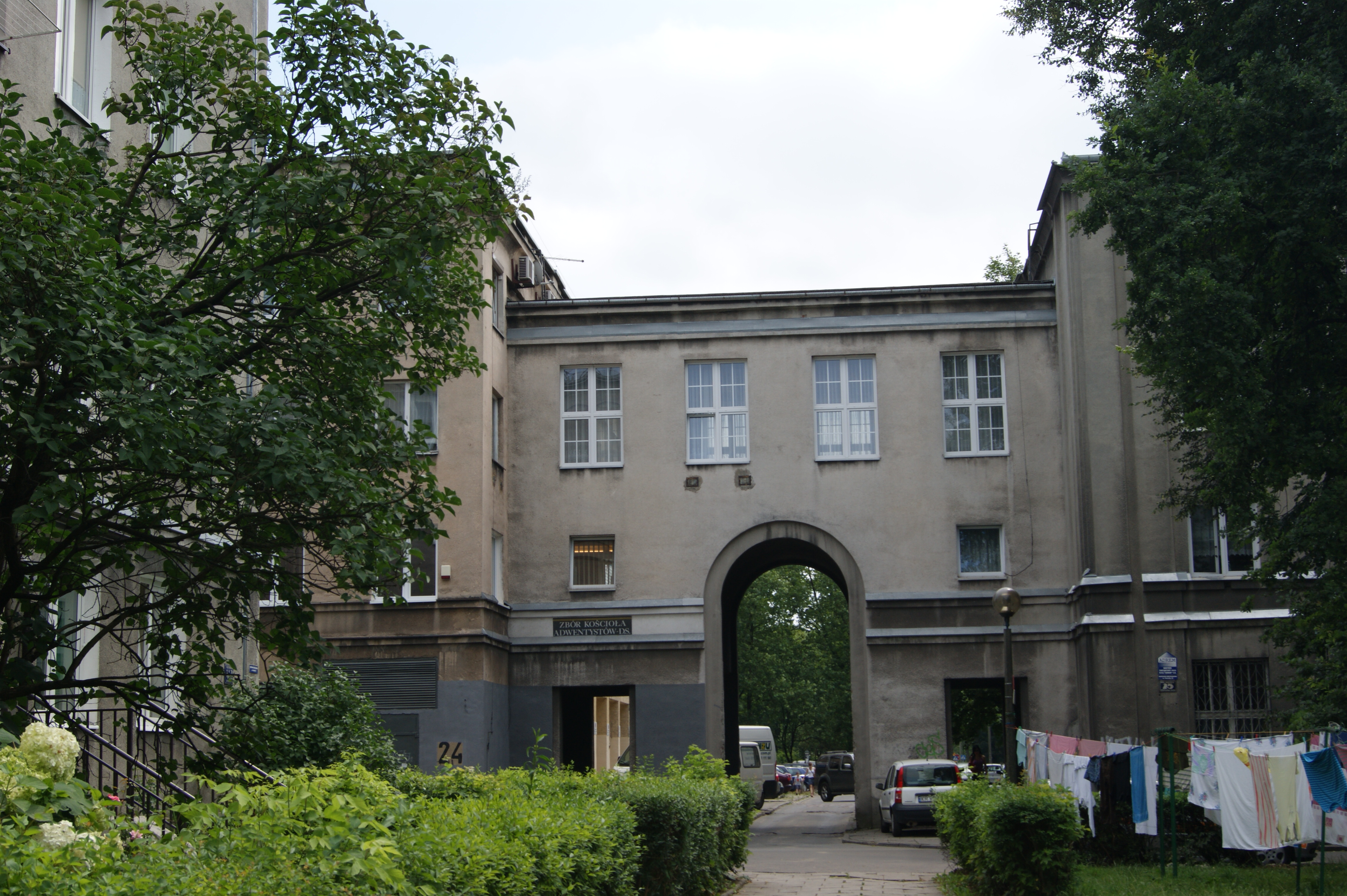
Kaplica Zboru Kościoła Adwentystów Dnia Siódmego w Nowej Hucie

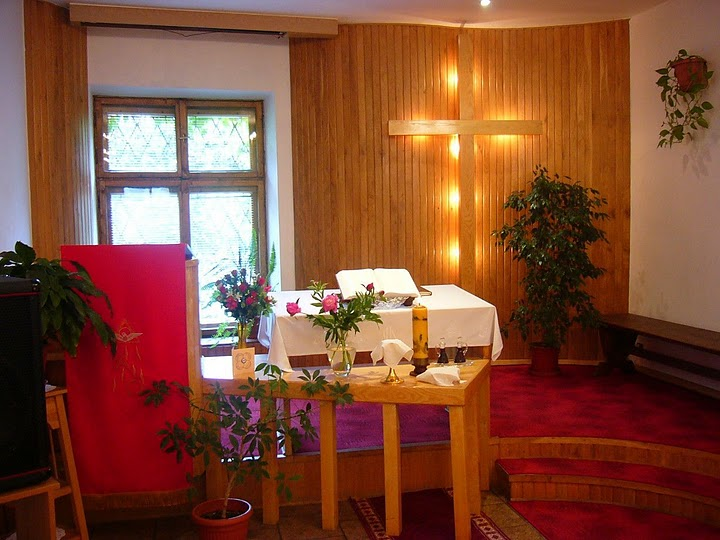
Wnętrze kaplicy parafii metodystycznej w Krakowie

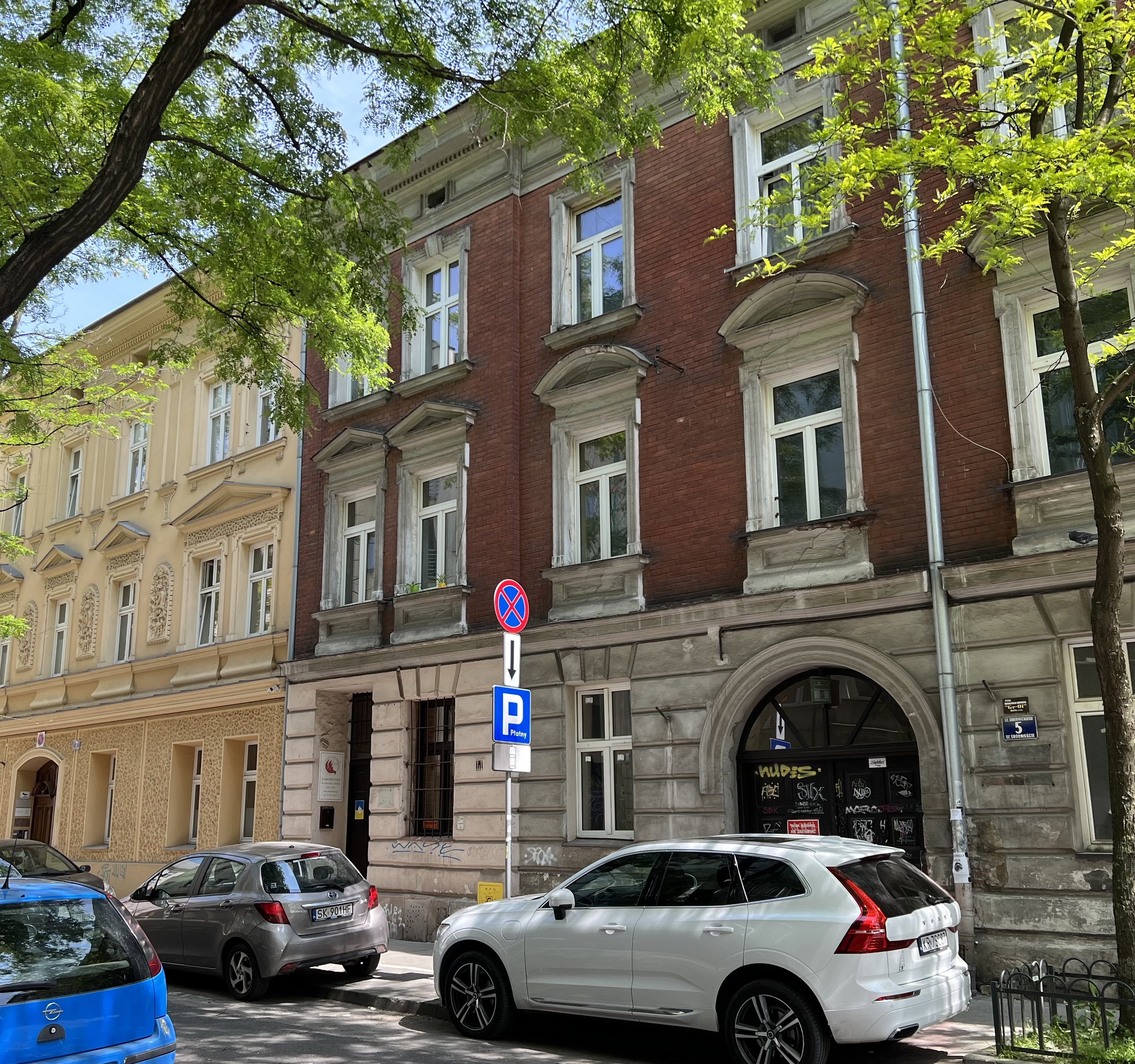
Ewangeliczny Kościół Metodystyczny

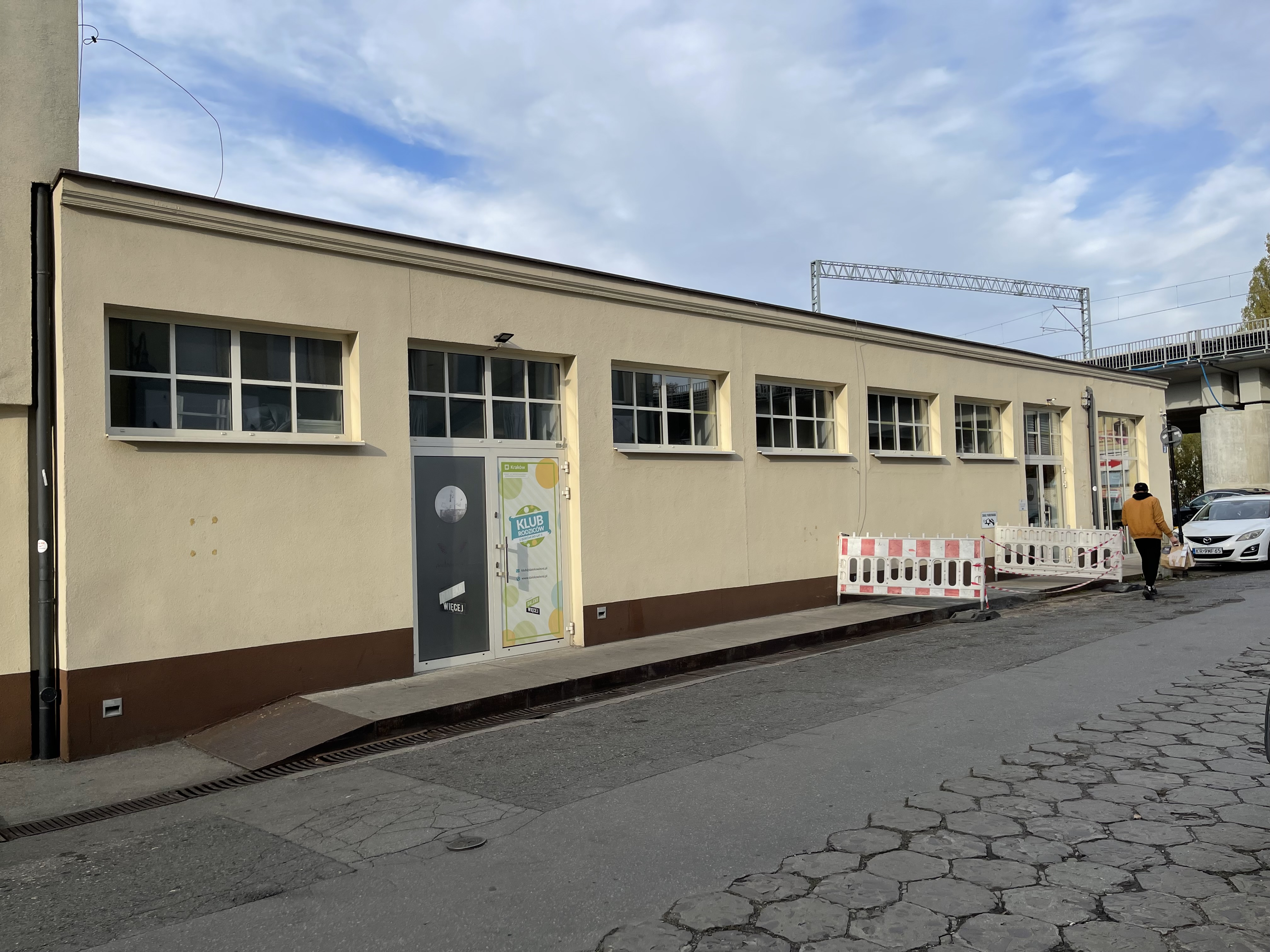
Kościół Dla Miasta Krakowa

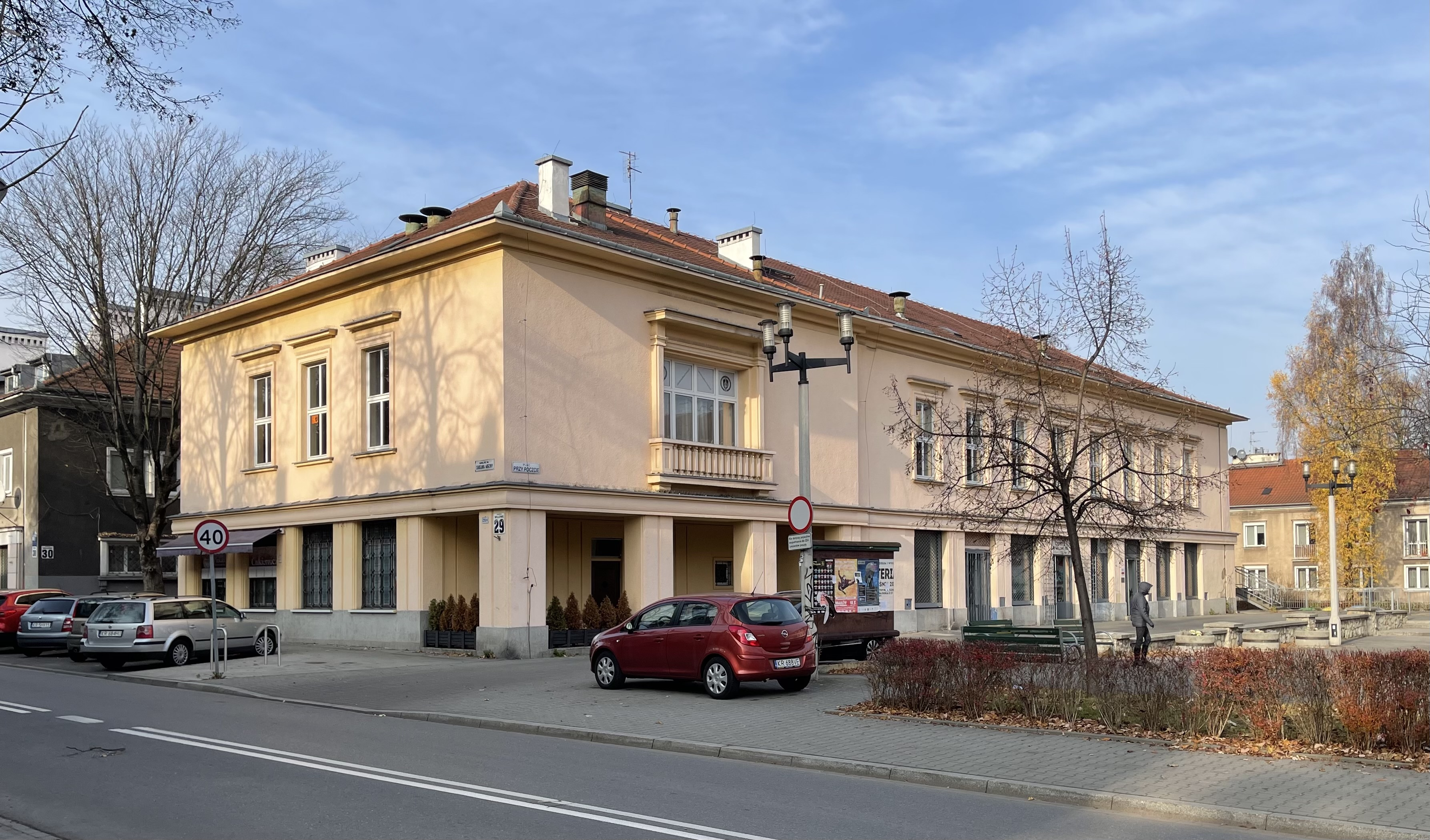
Kościół Zielonoświątkowy w Nowej Hucie

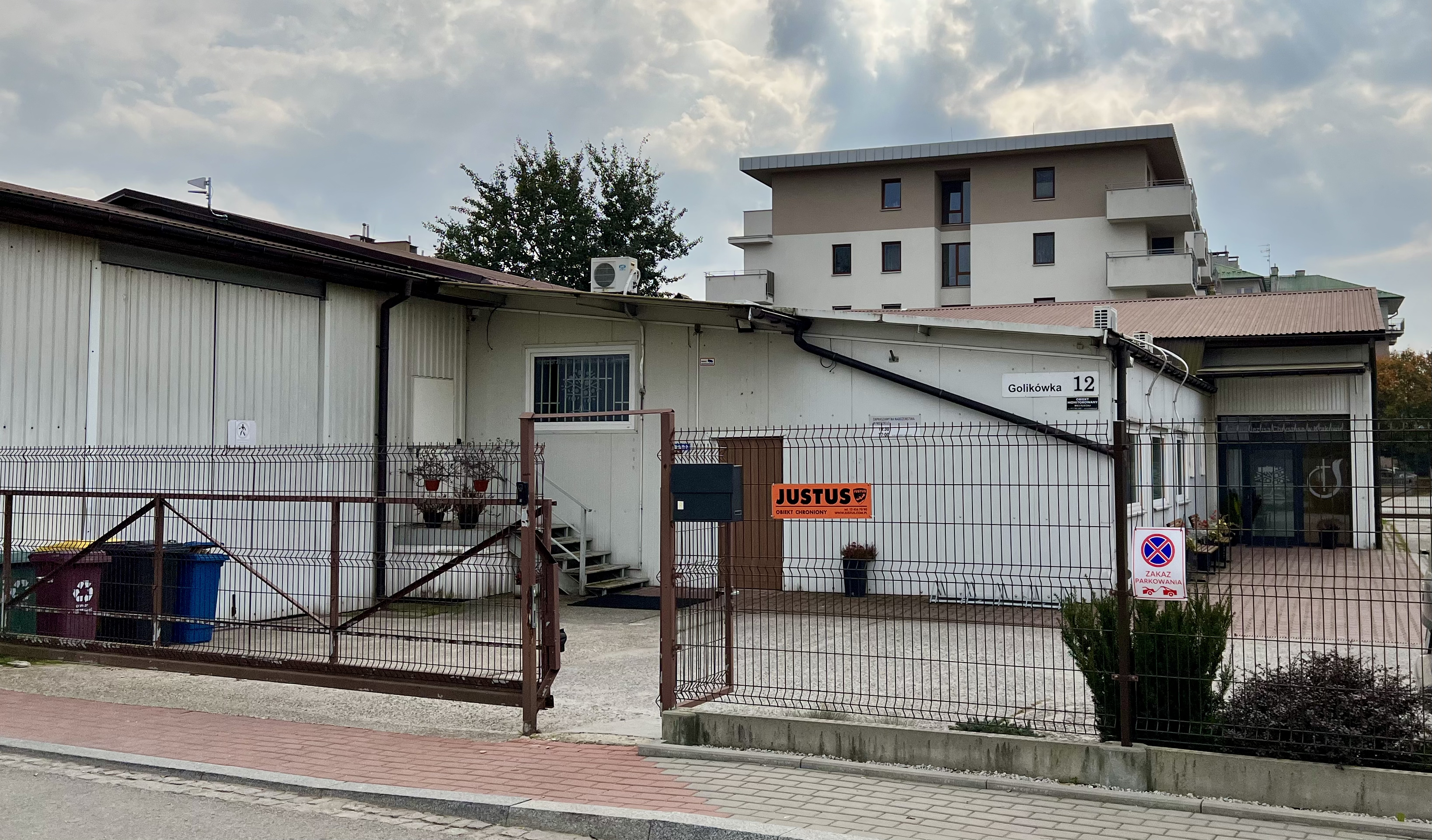
Kościół Jezusa Chrystusa w Krakowie (Kościół Boży)

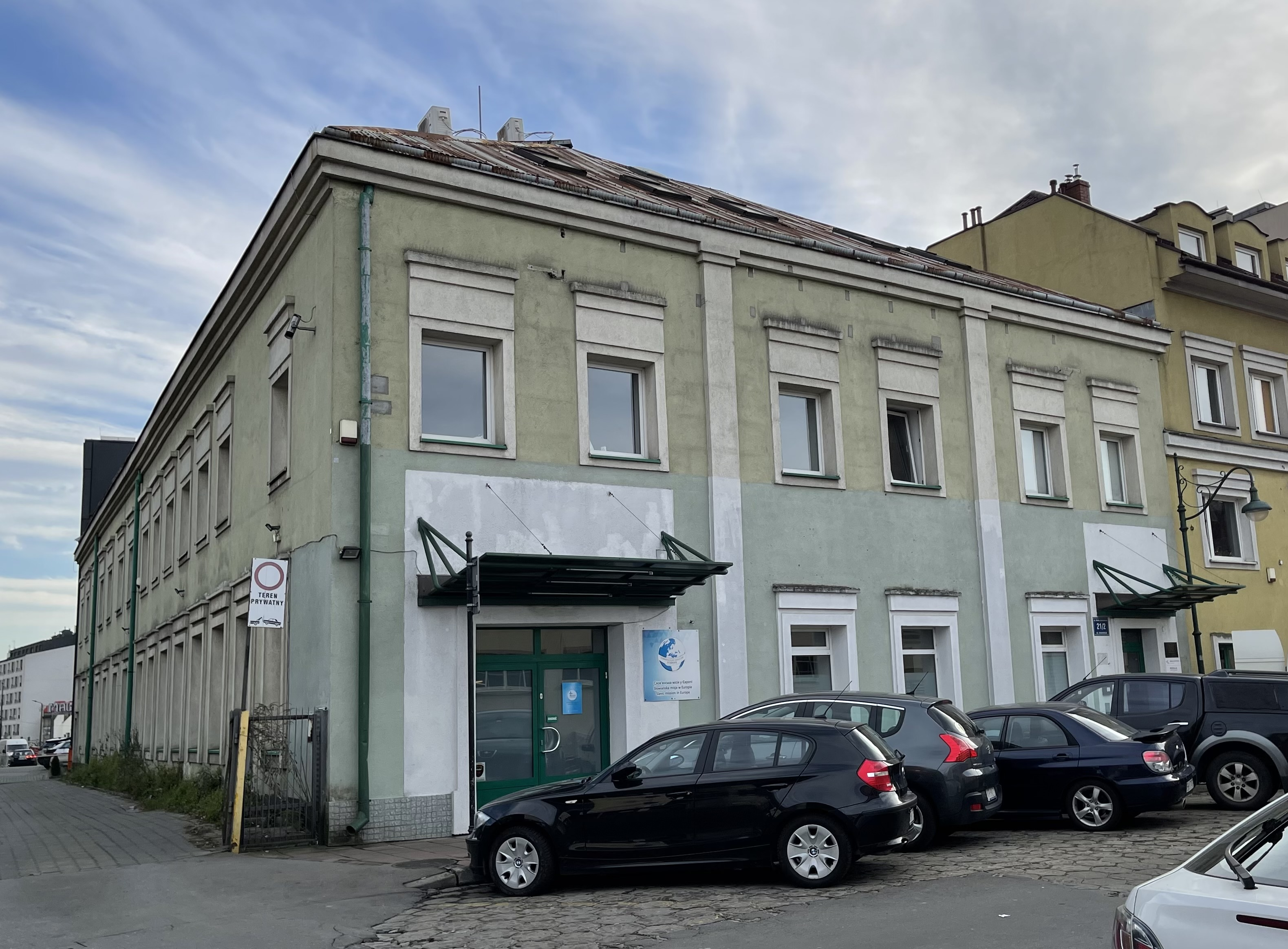
Kościół Chrześcijański „Nowa Nadzieja” (Kościół Boży)

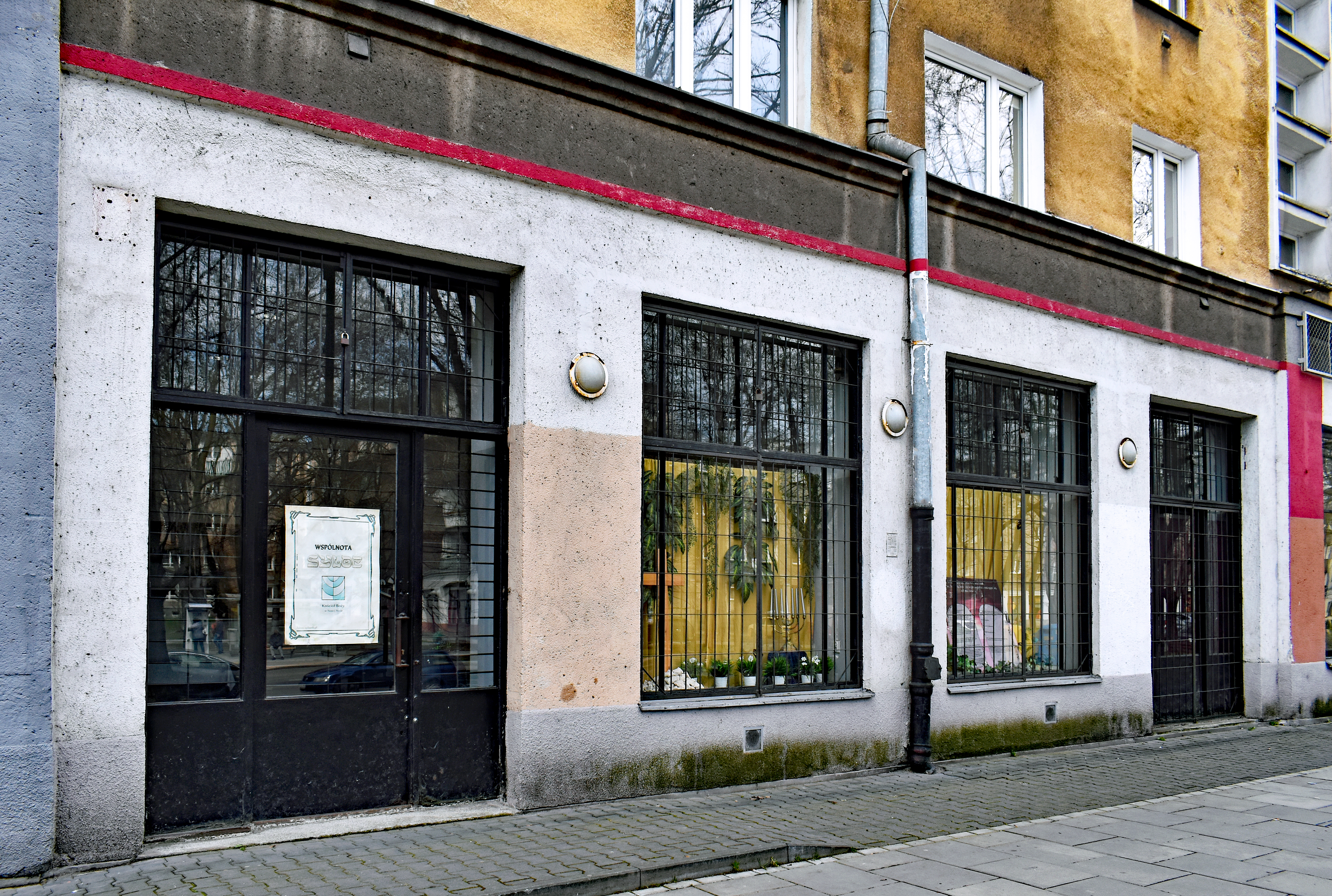
Kaplica Wspólnoty „Syloe” w Nowej Hucie (Kościół Boży)

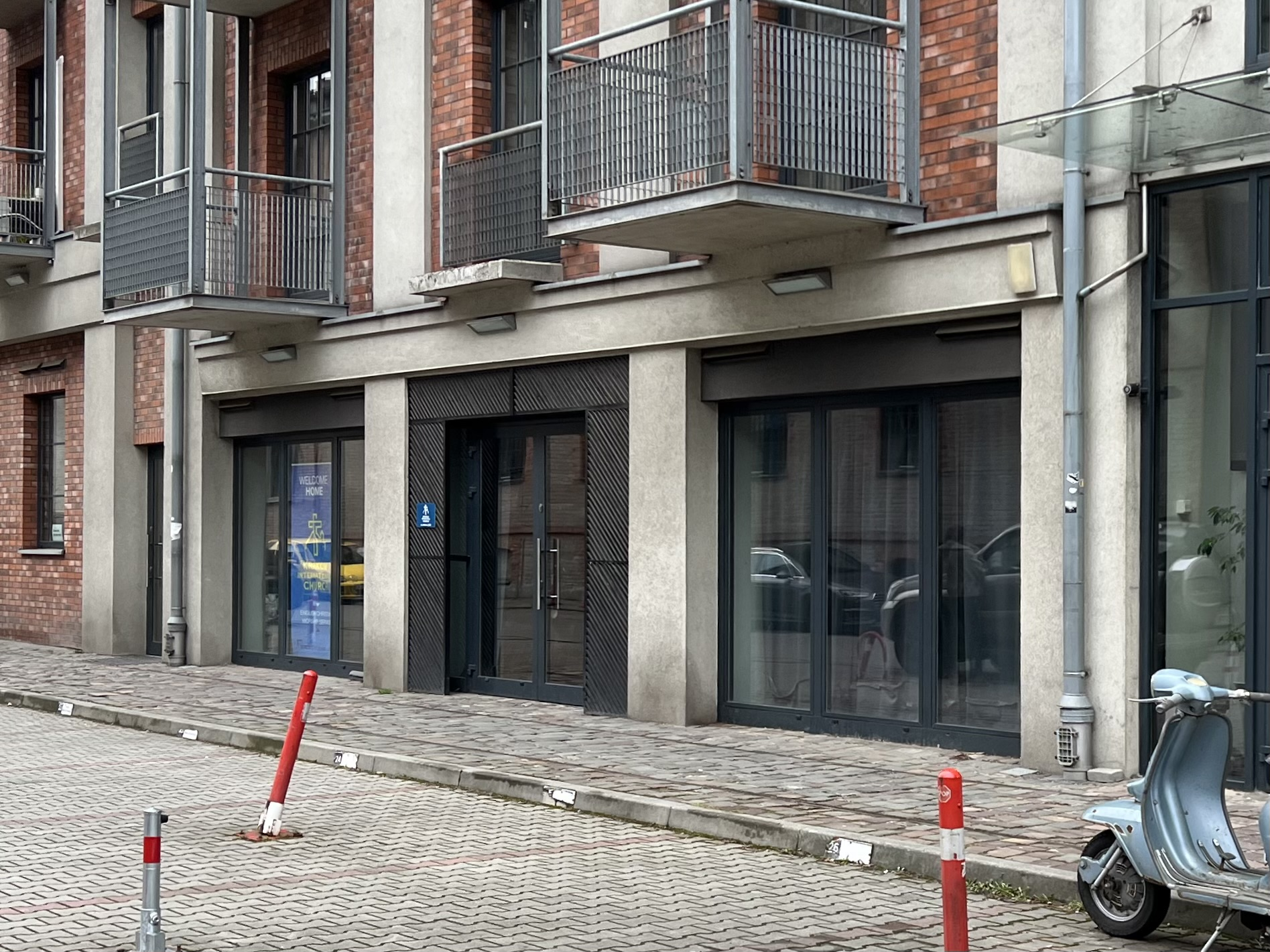
Siedziba Międzynarodowego Kościoła Nazarejczyka („Kraków International Church”)

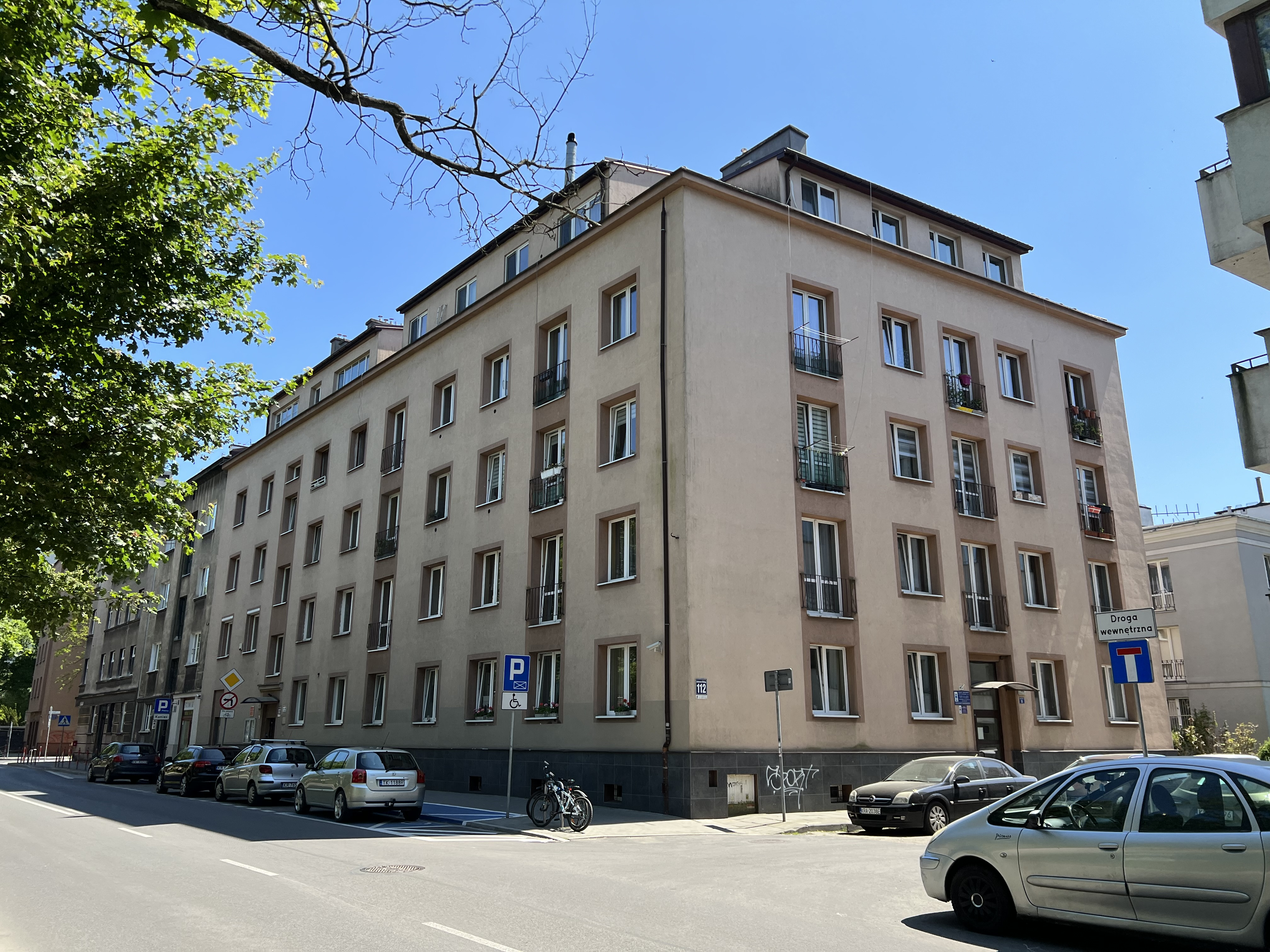
Budynek mieszczący siedzibę Kościoła Ewangelicznego „Misja Łaski”

### Adwentyzm
- Kościół Adwentystów Dnia Siódmego w RP[41][42]:
  - Zbór w Krakowie, ul. Lubelska 25[42]
  - Zbór w Krakowie-Nowej Hucie, Osiedle Teatralne 24[42]
  - Zbór Międzynarodowy w Krakowie-Nowej Hucie, ul. Powstańców Wielkopolskich 18[42][43]

### Anglikanizm
- Kościół Anglikański w Polsce – Wspólnota Anglikańska w Krakowie, nabożeństwa odbywają w każdą drugą sobotę miesiąca w kaplicy parafii ewangelicko-metodystycznej przy ul. Długiej 3[44]

### Baptyzm
- Kościół Baptystyczny „Betel” – ul. Filipa 6[45]
- Kościół Chrześcijan Baptystów:
  - I Zbór w Krakowie, ul. Wyspiańskiego 4[46]
  - II Zbór w Krakowie, ul. Armii Krajowej 4[46]
  - III Zbór w Krakowie „Kościół Na Wysokim”, os. Wysokie 22[46]
  - IV Zbór w Krakowie „Biblia i Misja”, ul. Kalwaryjska 69/9, nabożeństwa odbywają się w Hotelu „Galaxy” przy ul. Gęsiej 22A[47][46]
  - V Zbór w Krakowie „Biblijny Zbór”, ul. Reymonta 22[46]
  - Zbór „Kościół Słowa”, ul. Sosnowiecka 30A/16[46], nabożeństwa odbywają się przy ul. Wrocławskiej 8a/LU3

### Kościoły Chrystusowe
- Kościół Chrystusowy w RP – Kościół Chrystusowy „Ziemia Święta” w Krakowie (Holyland), ul. Wielopole 4[48]

### Kościoły ewangelickie
- Kościół Ewangelicko-Augsburski w RP – parafia w Krakowie, ul. Grodzka 58[49].
- Kościół Ewangelicko-Prezbiteriański w Polsce – Parafia Chrystusa Zbawiciela, ul. Smolki 8, nabożeństwa prowadzone są w budynku przy ul. Zabłocie 25[50].
- Kościół Ewangelicko-Reformowany w RP – grupa diasporalna w Krakowie, nabożeństwa 4 razy w roku w kościele św. Marcina (krakowscy ewangelicy reformowani są otoczeni opieką duszpasterską przez miejscową parafię ewangelicko-augsburską)[51][52].
- Ewangelickie Stowarzyszenie Luteran Konfesyjnych –  nabożeństwa nieszporne prowadzone przez duchownych Kościoła Luterańskiego Synodu Missouri odbywają się w pomieszczeniach kancelarii Parafii Ewangelicko-Prezbiteriańskiej Chrystusa Zbawiciela przy ul. Stanisława Smolki 8[53].

### Metodyzm
- Kościół Ewangelicko-Metodystyczny w RP – parafia w Krakowie, ul. Długa 3[54]
- Kościół Nazarejczyka – Międzynarodowy Kościół Nazarejczyka (Kraków International Church)[55][56], ul. Zabłocie 25/2[57]
- Ewangeliczny Kościół Metodystyczny w RP – parafia w Krakowie, ul. Dwernickiego 5[58]

### Pentekostalizm
- Kościół Boży w Chrystusie:
  - Kościół Bożego Królestwa w Krakowie, ul. Żmujdzka 31/5[59][60]
  - Kościół „Chrystus Królem” w Krakowie, ul. Kamienna 43[61][55]
  - Kościół „Wspólnota Odkupionych Chrześcijan” (The Redeemed Christian Church of God, RCCG), nabożeństwa odbywają się w kaplicy parafii ewangelicko-metodystycznej przy ul. Długiej 3[60][55][62]
  - Iris Global Kraków, ul. Krowoderska 74/13[60][63]
- Kościół Boży w Polsce:
  - Chrześcijańska Wspólnota Bezdomnych „Dom Łazarza” w Krakowie, ul. Nowogródzka 8[64]
  - Kościół Boży „Dom Miłosierdzia” w Krakowie, ul. Dukatów 2[64]
  - Kościół Boży „Syloe” (Kraków-Nowa Huta), os. Urocze 11[64]
  - Kościół Chrześcijański „Nowa Nadzieja” w Krakowie[64] (Misja Słowiańska w Europie), ul. Berka Joselewicza 21/2[55][64][65]
  - Kościół Jezusa Chrystusa w Krakowie, ul. Golikowka 12[64]
  - Kościół Boży „Łaska Chrystusa” w Krakowie, ul. Wadowicka 8G[64]
  - Kościół „Kierunek Jezus”[64], os. Wysokie 22 (kaplica III Zboru Kościoła Chrześcijan Baptystów w Krakowie)[66]
  - Kościół „Słowo Życia” Foursquare w Krakowie[64][67]
- Kościół Boży Ministerstwa Jezusa Chrystusa Międzynarodowy (Iglesia de Dios Ministerial de Jesucristo Internacional)[68] – zbór w Krakowie, ul. św. Filipa 7[69]
- Kościół Chrześcijan Wiary Ewangelicznej w RP – zbór „Nowe Przymierze” w Krakowie, ul. Drzymały 5[70], nabożeństwa odbywają się w Hotelu „Sympozjum” przy ul. Kobierzyńskiej 47[71]
- Kościół Chwały – Ukraiński Kościół Chwały w Krakowie, nabożeństwa odbywają się w Hotelu „Sympozjum” przy ul. Kobierzyńskiej 47[72]
- Kościół Zielonoświątkowy w RP[73]:
  - zbór „Betlejem”, ul. Wodna 16[74]
  - zbór Kraków-Nowa Huta, Osiedle Willowe 29[75]
  - Kościół Dla Miasta Krakowa, ul. Berka Joselewicza 28[76][77]
  - LifeHouse Kraków (misja Kościoła „LifeHouse” w Poznaniu)[78], al. 3 Maja 47a (Hyatt Place Kraków)

### Inne kościołyewangelikalne
- Ewangeliczny Kościół Chrześcijański – parafia w Krakowie[79]
- Kościół Chrześcijański „Dobra Nowina” w Krakowie – Osiedle Złotej Jesieni 7[80][81][82]
- Kościół Ewangeliczny „Misja Łaski”[83] – ul. Kazimierza Wielkiego 112/2[84]

### Inne kościołyreformowane
- Kościół Chrześcijański w Krakowie – ul. Królewska 2[85]

### Historia

#### Początki protestantyzmu w Krakowie
Protestantyzm pojawił się w Krakowie w XVI w. Od 1528 Jakub z Iłży, duchowny z kościoła św. Szczepana rozpoczął głoszenie kazań w duchu luteranizmu i został za to zwolniony z zajmowanego stanowiska. Ponownie protestanckie kazania rozpoczęto wygłaszać w świątyniach na terenie miasta od około 1545. Ewangelickie nabożeństwa domowe zaczęły był prowadzone w 1552. W 1557 utworzono protestancką parafię z własnym duchownym, a w Ogrodzie Bonerowskim odbyło się pierwsze ogólnodostępne nabożeństwo. Parafia miała charakter przede wszystkim kalwiński (ewangelicyzm reformowany wyznawany był w większości przez szlachtę oraz bogate mieszczaństwo), a luteranie, których reprezentowało głównie drobnomieszczaństwo, stanowili mniejszość.
16 października 1562 w zborze doszło do rozłamu, na skutek którego powstał pierwszy w historii zbór braci polskich.
W 1564 otwarto ewangelickie gimnazjum, kształcące w kierunkach humanistycznym i religijnym. W 1569 założono cmentarz wyznaniowy położony za Bramą Mikołajską, a w 1570 zakupiono kamienicę przy ul. św. Jana, która od 1571 stała się ewangelickim kościołem (Zbór ewangelicki przy ul. św. Jana w Krakowie). Wierni byli jednak prześladowani, a budynek kościoła trzy uległ zniszczeniu. Do jego ostatecznego zburzenia przez zgromadzony tłum doszło 23 maja 1591 podczas rozruchów antyprotestanckich (tej samej nocy rozebrano też drewniany budynek zboru braci polskich przy ulicy Szpitalnej 14, na rogu ul. św. Tomasza 23). W tym roku parafia zaprzestała działalności, a czynności religijne przeniesiono do Aleksandrowic. Wobec dalszych napadów dokonano kolejnego przeniesienia siedziby zboru do Wielkanocy, nabożeństwa prowadzone były również w kaplicy urządzonej przy dworze w Łuczanowicach. Powstał tam też cmentarz ewangelicki.
Od 1790 siedzibą parafii ewangelickiej stało się Podgórze, gdzie do 1816 nabożeństwa sprawowane były w drewnianym kościele. W 1816 świątynią zboru został kościół św. Marcina. Według danych z 1910 miasto zamieszkiwało 1089 ewangelików, z czego 65 kalwinów.
Od 1910 na terenie miasta działalność ewangelizacyjną rozpoczęli adwentyści.

#### Dwudziestolecie międzywojenne i II wojna światowa
Po odzyskaniu niepodległości w 1918 parafia ewangelicka w Krakowie weszła w skład Kościoła Ewangelicko-Augsburskiego w RP. W wyniku rozłamu w strukturach zboru na tle przynależności kościelnej, 23 lipca 1923 część wiernych powołała osobną parafię, która przyłączyła się do Kościoła Ewangelickiego Augsburskiego i Helweckiego Wyznania w Małopolsce.
W 1920 powstał zbór Kościoła Adwentystów Dnia Siódmego w Krakowie, liczący początkowo 9 ochrzczonych członków. Zbór nie był jednak uznany prawnie, a od 1922 działał na podstawie statutu sekty tolerowanej. Nabożeństwa prowadzone były w budynkach prywatnych, musiano sporządzać listy ich członków, a wstęp dla dzieci poniżej lat 14 został zakazany. Na wiernych nasyłano policję, podczas trwania nabożeństw byli oni legitymowani. Prześladowani byli też przez członków innych wyznań. Do 1926 liczba członków zboru wyniosła 18 osób.
Na skutek wcześniejszych spotkań biblijnych w 1932 utworzony został I Zbór Kościoła Chrześcijan Baptystów w Krakowie.
Kraków w 1934 stał się siedzibą Zjednoczenia Południowego Kościoła Adwentystów Dnia Siódmego, która była jednostką skupiającą zbory położone w południowej części kraju, przekształconą później w diecezję południową. W 1936 krakowski zbór liczył już około 80 ochrzczonych członków.
Po rozpoczęciu II wojny światowej i okupacji niemieckiej zamknięta została szkoła ewangelicka, luterańska parafia została objęta nową administracja, a kościół św. Marcina został przeznaczony przez okupanta dla niemieckich wiernych. Polskojęzyczni członkowie zboru prowadzili swoje nabożeństwa od 23 marca 1942 do stycznia 1945 w udostępnionym im do tego celu przez arcybiskupa Adama Stefana Sapiehę i odpowiednio przystosowanym rzymskokatolickim kościele św. Agnieszki. Utrudnione było również funkcjonowanie zboru adwentystycznego, jednak w okresie okupacji dalej odbywały się jego nabożeństwa, chrzty oraz zjazdy. Zbór baptystyczny wszedł natomiast w skład Związku Nieniemieckich Ewangelicko-Wolnokościelnych Zborów (baptystów).
W wyniku legalizacji działalności metodystów na terenie Generalnego Gubernatorstwa, w 1941 utworzona została krakowska parafia metodystyczna. Nabożeństwa wspólnoty odbywały się początkowo w mieszkaniu jej duchownego przy ul. Starowiślnej, następnie została urządzona kaplica przy ul. Stradom.

#### Lata powojenne i okres PRL
Po zakończeniu wojny luteranie powrócili do kościoła św. Marcina. Doszło wtedy również do podziału w łonie zboru baptystycznego, którego część wiernych powołała zbór Wolnych Chrześcijan. Nabożeństwa baptystów miały miejsce w tym czasie w budynku przy ul. Dajwór 10. Kaplica metodystów została również przeniesiona do kamienicy przy ul. Wiślnej 4.
W 1946 adwentyści dokonali zakupu budynku przy ul. Lubelskiej, w który urządzono pierwszą powojenną siedzibę władz centralnych tego związku wyznaniowego oraz Rady Kościoła. Działalność w Krakowie rozpoczęło również adwentystyczne Wydawnictwo „Znaki Czasu” oraz istniejące tu do 1949 seminarium duchowne.
Około 1946 miało miejsce pierwsze nabożeństwo i chrzest członków krakowskiego zboru Związku Chrześcijan Wiary Ewangelicznej. Początkowo jego spotkania odbywały się w mieszkaniach prywatnych, następnie w przystosowanym pomieszczeniu urządzona została kaplica. W nocy 19 na 20 września 1950 pastor zboru został aresztowany, kaplica zaplombowana, a społeczność do 1953 działała w ukryciu, spotykając się ponownie w prywatnych budynkach. Następnie zbór wszedł w struktury Zjednoczonego Kościoła Ewangelicznego w PRL.
W latach 60. XX wieku zbór baptystyczny pozyskał budynek przy ul. Wyspiańskiego, który po kilkuletnim remoncie stał się jego nową siedzibą. W latach 80. XX wieku przekroczył liczbę 100 członków.
Zbór ZKE w 1974 zakupił pomieszczenia przy ul. Lubomirskiego 7a, gdzie w 1976 utworzona została kaplica „Betlejem”. Wspólnota ta posiadała charakter zielonoświątkowy. Dzięki jej działalności utworzone zostały kolejne zbory zielonoświątkowe, m.in. w 1987 działalność rozpoczął zbór w Nowej Hucie, którego członkami zostały w większości osoby ze zboru „Betlejem” zamieszkałe w tej dzielnicy. Obie zielonoświątkowe wspólnoty dzieliły kaplicę przy ul. Lubomirskiego. W 1988 doszło do rozwiązania Zjednoczonego Kościoła Ewangelicznego w PRL, w związku z czym zbory weszły w skład Kościoła Zielonoświątkowego w RP.
W 1989 nabożeństwa nowohuckiego zboru Kościoła Zielonoświątkowego zostały przeniesione do kina „Sfinks”, stał się on też całkowicie niezależny od „Betlejem”. Natomiast w wyniku znacznego wzrostu liczby członków zboru „Betlejem”, jego dotychczasowa kaplica okazała się zbyt mała na potrzeby prowadzenia nabożeństw niedzielnych, w związku z czym przeniesiono je do wynajmowanych sal, a przy ul. Lubomirskiego odbywały się inne spotkania zborowe.

#### Czasy III RP
W latach 90. XX wieku powstał zbór Kościoła Adwentystów Dnia Siódmego w Nowej Hucie. W 1995 siedzibą zboru metodystycznego stał się budynek przy ul. Długiej 3, gdzie przeniesiona została jego kaplica. Natomiast w styczniu 1999 odbyło się pierwsze nabożeństwo II Zboru Kościoła Chrześcijan Baptystów „Wspólnota Podgórze” w Krakowie.
Nowohucki zbór Kościoła Zielonoświątkowego w kolejnych latach zmieniał kilka razy miejsce swoich spotkań. W 1991 nabożeństwa z budynku kina przeniesiono do siedziby Domu Dziecka na Osiedlu Szkolnym, gdzie prowadzono je do 1993, kiedy miejscem ich prowadzenia stało się Nowohuckie Centrum Kultury.
12 stycznia 1996 założony został Kościół Jezusa Chrystusa w Krakowie, który powołano w oparciu o działającą wcześniej w łonie kościoła rzymskokatolickiego wspólnotę charyzmatyczną. Od 2000 przerodził się on w federację zborów, która 2009 przyjęła nazwę Kościół Boży w Polsce i weszła w skład Kościoła Bożego z siedzibą w Cleveland w Stanach Zjednoczonych. Kościół Jezusa Chrystusa w Krakowie został jednym z jego kościołów lokalnych. Siedziba biura Kościoła Bożego w Polsce mieści się w budynku Kościoła Jezusa Chrystusa przy ul. Golikówka w Krakowie, gdzie nabożeństwa odbywają się od 2018.
Na bazie założonej w Krakowie w 1999 amerykańskich misjonarzy Jeffa i Any Bullock wspólnoty Church Christ the King w 2000 zarejestrowany został Kościół „Chrystus Królem”, związany z organizacją Every Nations, który wszedł w skład Kościoła Bożego w Chrystusie. Początkowo jego wierni spotykali się na nabożeństwach w Domu Kultury w Woli Justowskiej, a w następnych latach miejsca zgromadzeń były kilkukrotnie zmieniane. W 2005 Bullockowie opuścili Kraków w celu dalszej działalności misyjnej, a pastorem mianowali Przemysława Sielatyckiego, pełniącego uprzednio funkcję starszego kościoła. W 2020 wspólnota skupiała 350–400 wiernych.
W 2001 działalność rozpoczął krakowski Kościół Baptystyczny „Betel”.
Od 2002 w kaplicy przy ul. Batorego 1 odbywały się spotkania niezależnego Chrześcijańskiego Zboru Wolnych Baptystów, który zakończył działalność w lipcu 2021, a jego dawni członkowie w większości zasili Kościół Baptystyczny „Betel”.
19 czerwca 2005 w Krakowie założony został Ewangeliczny Kościół Metodystyczny w Rzeczypospolitej Polskiej, natomiast 6 listopada 2005 miało miejsce inauguracyjne nabożeństwo zboru Społeczność Chrześcijańska w Krakowie, należącego do Wspólnoty Kościołów Chrystusowych.
W 2007 powstał krakowski zbór afrykański „Wspólnota Odkupionych Chrześcijan”, związany z nigeryjskim Odkupionym Chrześcijańskim Kościołem Bożym. Na terenie Polski stał się częścią Kościoła Bożego w Chrystusie. Zbór jest obsługiwany przez pastora Olusholę Onapitana, zamieszkałego na stałe w Warszawie. W latach 2007–2008 nabożeństwa prowadzone były w Hotelu Holiday Inn przy ul. Wielopole, potem ich prowadzenie przeniesiono do lokalu w Ruczaju. Na przełomie lat 2010–2011 miejscem spotkań wspólnoty stała się kaplica należąca do parafii ewangelicko-metodystycznej zlokalizowana przy ul. Długiej. W 2020 do zboru należało około 30–40 członków.
Również w 2006 działalność rozpoczął Kościół Nowe Przymierze (New Covenant Church in Krakow), należący do neocharyzmatycznego ruchu New Covenant Ministries International. Został zarejestrowany w 2007 jako zbór Kościoła Chrześcijan Wiary Ewangelicznej w RP.
W 2009 po raz kolejny przeniesione zostało miejsce prowadzenia nabożeństw przez zbór zielonoświątkowy w Nowej Hucie, którym zostały pomieszczenia na osiedlu Górali 15. Ostatecznie na siedzibę zboru w kwietniu 2011 pozyskany został lokal na osiedlu Willowym 29, a kaplicę wraz z innymi pomieszczeniami otwarto po trwającym do sierpnia tego samego roku remoncie.
Dzięki działalności rozpoczętej w styczniu 2009 przez małżeństwo pastorów wywodzących się ze zboru „Filadelfia” w Wodzisławiu Śląskim, utworzony został trzeci krakowski zbór Kościoła Zielonoświątkowego „Kościół Dla Miasta Krakowa”.
W 2019 powołany został punkt misyjny w Krakowie należący do Mesjańskich Zborów Bożych.
Na skutek misji prowadzonej od 2015 przez amerykańskiego pastora Roberta Skinnera, w 2019 w strukturach Kościoła Bożego w Polsce został zarejestrowany Międzynarodowy Kościół Nazarejczyka w Krakowie, będący zborem Kościół Nazarejczyka, denominacji metodystyczno-uświęceniowej. Wspólnota została powołana w celu obsługi wiernych angielskojęzycznych. W 2019 Skinner wyjechał, a zbór objął nowy pastor pochodzący z Filipin. Otwarta została kawiarnia Sweet Surrender, miejsce to miało służyć lokalnej społeczności prowadząc działalność gastronomiczną, jak również być przestrzenią do prowadzenia modlitw, studium Biblii i innych spotkań. W styczniu 2020 kawiarnia zakończyła działalność ze względów finansowych, a kościół nie posiada od tego czasu własnego miejsca nabożeństw, korzystając z wynajmowanych lokali. W 2020 liczył około 40 członków.
W 2023 przez poznański Zbór Kościoła Zielonoświątkowego „LifeHouse” została zainaugurowana działalność misyjna w Krakowie, mająca na celu powstanie tam kolejnego kampusu Kościoła „Lifehouse”. Liderami misji, a następnie pastorami nowego kościoła w Krakowie zostali Patryk i Kinga Kowalewscy, pełniący dotychczas funkcję przewodniczących spotkaniom „LH Youth” w Poznaniu.

## Restoracjonizm

### Badacze Pisma Świętego
- Świecki Ruch Misyjny „Epifania” – zbór w Krakowie, ul. Duża Góra 7[112]
- Zrzeszenie Wolnych Badaczy Pisma Świętego – zbór w Krakowie, ul. Nad Serafą 27[113].

### Świadkowie Jehowy

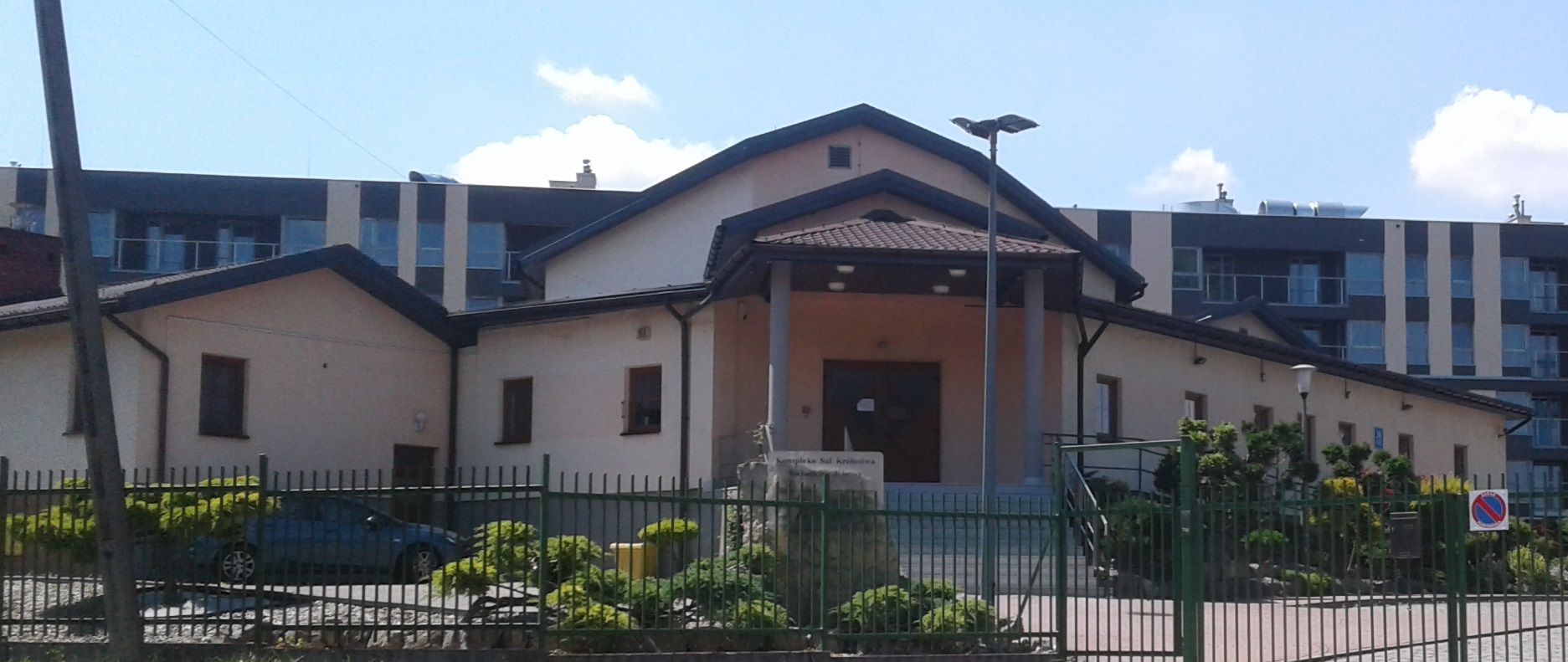
Kompleks trzech Sal Królestwa Świadków Jehowy w Krakowie-Nowej Hucie

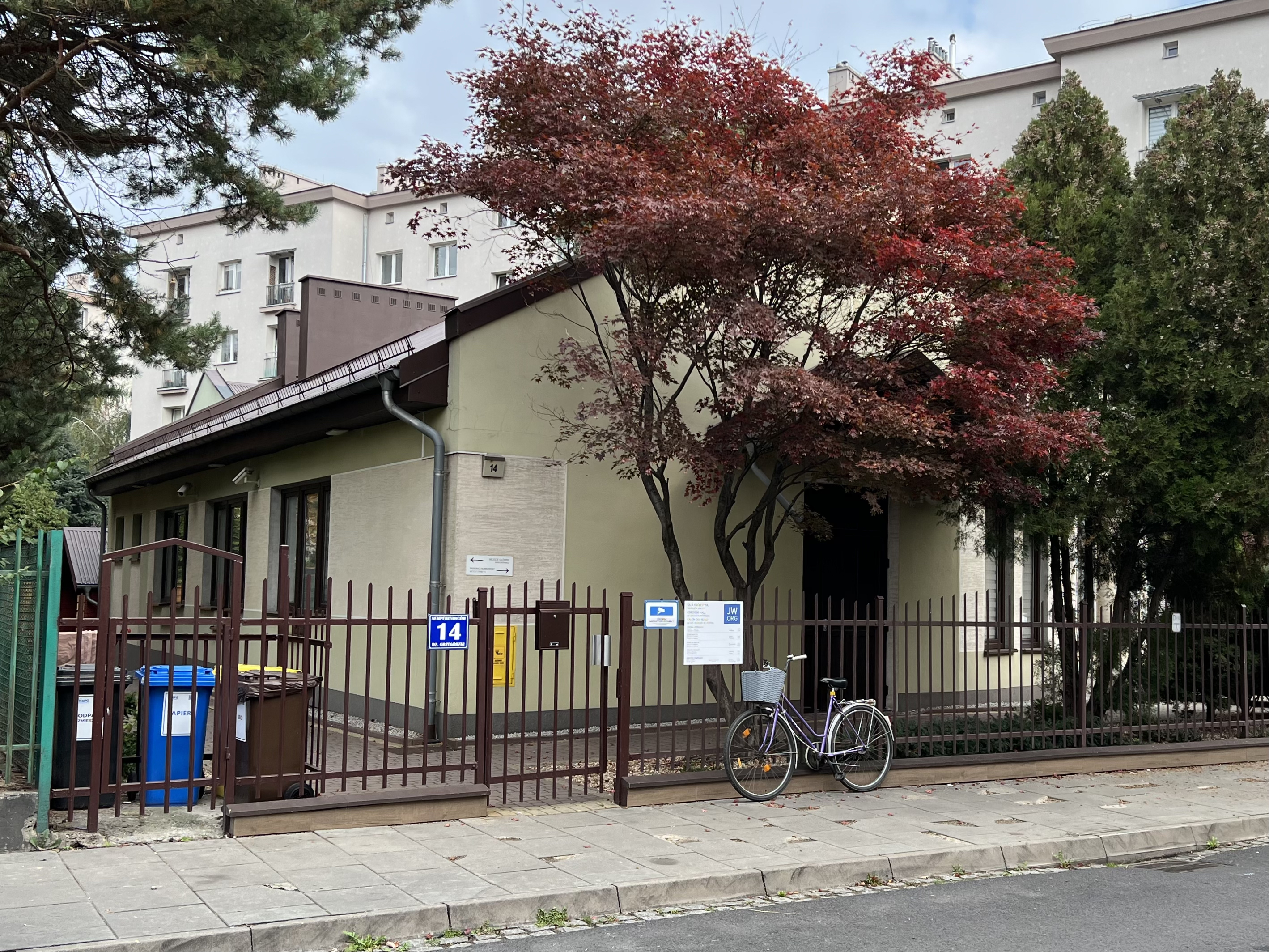
Sala Królestwa Świadków Jehowy przy ul. Semperitowców

Na terenie miasta działa 26 zborów Świadków Jehowy (w tym zbór angielskojęzyczny, zbór hiszpańskojęzyczny, zbór języka migowego, dwa zbory rosyjskojęzyczne, dwa zbory ukraińskojęzyczne). Spotykają się w trzech pojedynczych Salach Królestwa i dwóch kompleksach Sal Królestwa:
- ul. Fatimska 63 (kompleks Sal) – zbory: Kraków–Bieńczyce, Kraków–Na Lotnisku, Kraków–Piastów, Kraków–Rakowice, Kraków–Rosyjski–Północ, Kraków–Stalowe, Kraków–Tysiąclecia, Kraków–Urocze
- ul. Kobierzyńska 88A (kompleks Sal) – zbory: Kraków–Opatkowice, Kraków–Podgórze, Kraków–Rosyjski–Południe, Kraków-Ukraiński, Kraków–Ruczaj, Kraków–Salwator
- ul. Na Polach 36a – zbory: Kraków–Azory, Kraków–Krowodrza, Kraków–Łobzów
- ul. Nadzieja 27a – zbór Kraków–Kozłówek, Kraków–Prokocim, Kraków–Wola Duchacka
- ul. Semperitowców 14 – zbory: Kraków–Angielski, Kraków–Hiszpański, Kraków–Prądnik–Grzegórzki, Kraków–Migowy, Kraków–Stare Miasto

#### Historia
Latem 1891 roku Kraków odwiedził Charles Taze Russell. Przebywał w nim ponownie w marcu 1911 roku. W tym samym roku współwyznawców w Krakowie odwiedził Hipolit Oleszyński wysłany ze Stanów Zjednoczonych. W marcu 1920 roku do Krakowa powrócił ze Stanów Zjednoczonych Jan Kusina, który szybko zorganizował w tym mieście grupę wyznawców; w roku 1921 powstał zbór, a w sali przy ul. Dunajewskiego 5 regularnie wyświetlano Fotodramę stworzenia. W tym czasie wyznawcy latem spotykali się nad Wisłą lub na Skałkach Twardowskiego. Chrztu udzielano w Wiśle, a w porze zimowej w wielkim basenie łaźni parowej hotelu Krakowskiego przy ul. Dunajewskiego 8. Pierwszy kongres w Polsce zorganizowano w 1921 roku w Krakowie przy ul. Dunajewskiego 5. Gdy z emigracji powrócił Badacz Pisma Świętego o nazwisku Winiarz, zakupił w Krakowie dom na salę zebrań. Zarejestrowany zbór miał swoją siedzibę przy ul. Kącik w Podgórzu (do roku 1931). 10 sierpnia 1922 roku odbyła się w nim dyskusja z teologami katolickimi. W roku 1936 Sala Królestwa 15-osobowego zboru krakowskiego znajdowała się przy Brackiej 5.
25 i 26 maja 1947 roku w Krakowie na ogólnokrajowym kongresie pod hasłem „Chwalcie Jehowę wszystkie narody” przy ul. Zwierzynieckiej 24 było obecnych około 8000 osób W czasie zakazu działalności (1950–1989), w roku 1954 powstała jedna z pierwszych podziemnych drukarni publikacji Świadków Jehowy w Krakowie. W następnych dziesięcioleciach powstały kolejne zbory – głównie w Nowej Hucie i innych częściach miasta. W roku 1964 organizowano nieoficjalne konwencje, np. jedna z pierwszych w Krakowie odbyła się w ogrodzie współwyznawców. W latach 80. XX wieku władze zezwalały na organizowanie mniejszych zgromadzeń. W kolejnych latach większe kongresy organizowano na krakowskich stadionach (Korony [1983, 1984, 1986, 1987, 1990–1992], Hutnika [1988], Wisły [2015], Cracovii [1993–1998, 2011, 2012, 2016]) i innych obiektach (Tauron Arena Kraków [2018], [2019]), a mniejsze zgromadzenia w halach (Akademii Górniczo-Hutniczej [1982], Hutnika Kraków [1982], Korony [1986–1989], Wisły [1990–1998], Centrum Kongresowe ICE Kraków [2015, 2016]). Od 1999 roku krakowscy Świadkowie Jehowy korzystają również z większych zgromadzeń w Centrum Kongresowym Świadków Jehowy w Sosnowcu. Od 2012 roku rozpoczęto reorganizacje zborów, wskutek czego stały się one większe i lepiej zorganizowane, lecz ich liczba zmniejszyła się. W sierpniu 2013 roku wdrożono też program świadczenia publicznego na terenie poszczególnych zborów z pomocą wózków z bezpłatną literaturą biblijną. Rozpoczęto również specjalne świadczenie publiczne przy wózkach z publikacjami biblijnymi na terenie wielkomiejskim obejmujące Kraków (dwa punkty w centrum miasta, w rejonie Teatru „Bagatela” i Dworca Głównego).

## Judaizm

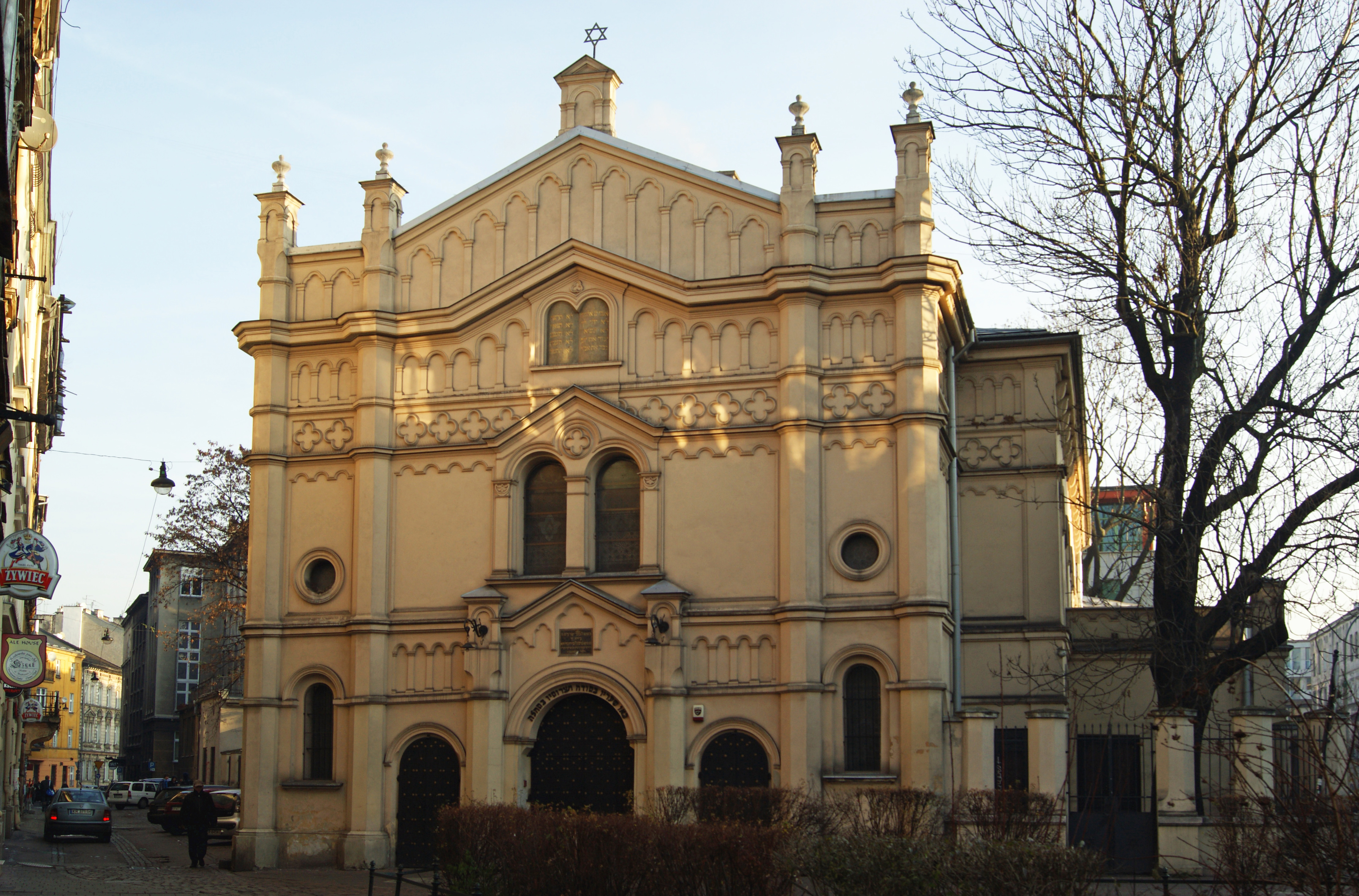
Synagoga Tempel w Krakowie

- Beit Kraków – ul. Augustiańska 4/26[132]
- Chabad-Lubawicz – Chabad–Lubawicz Kraków, ul. św. Sebastiana 23[133]
- Światowa Unia dla Judaizmu Postępowego – Or Hadasz – Stowarzyszenie Żydów Postępowych w Krakowie, ul. Dajwór 18[134]
- Związek Gmin Wyznaniowych Żydowskich w Rzeczypospolitej Polskiej – Gmina Wyznaniowa Żydowska w Krakowie, ul. Miodowa 27[135]
  - Synagoga Remu – miejsce modlitw regularnych[136][137]
  - Synagoga Tempel w Krakowie – miejsce modlitw w święta oraz inne uroczystości[136]

## Rodzimowierstwo słowiańskie

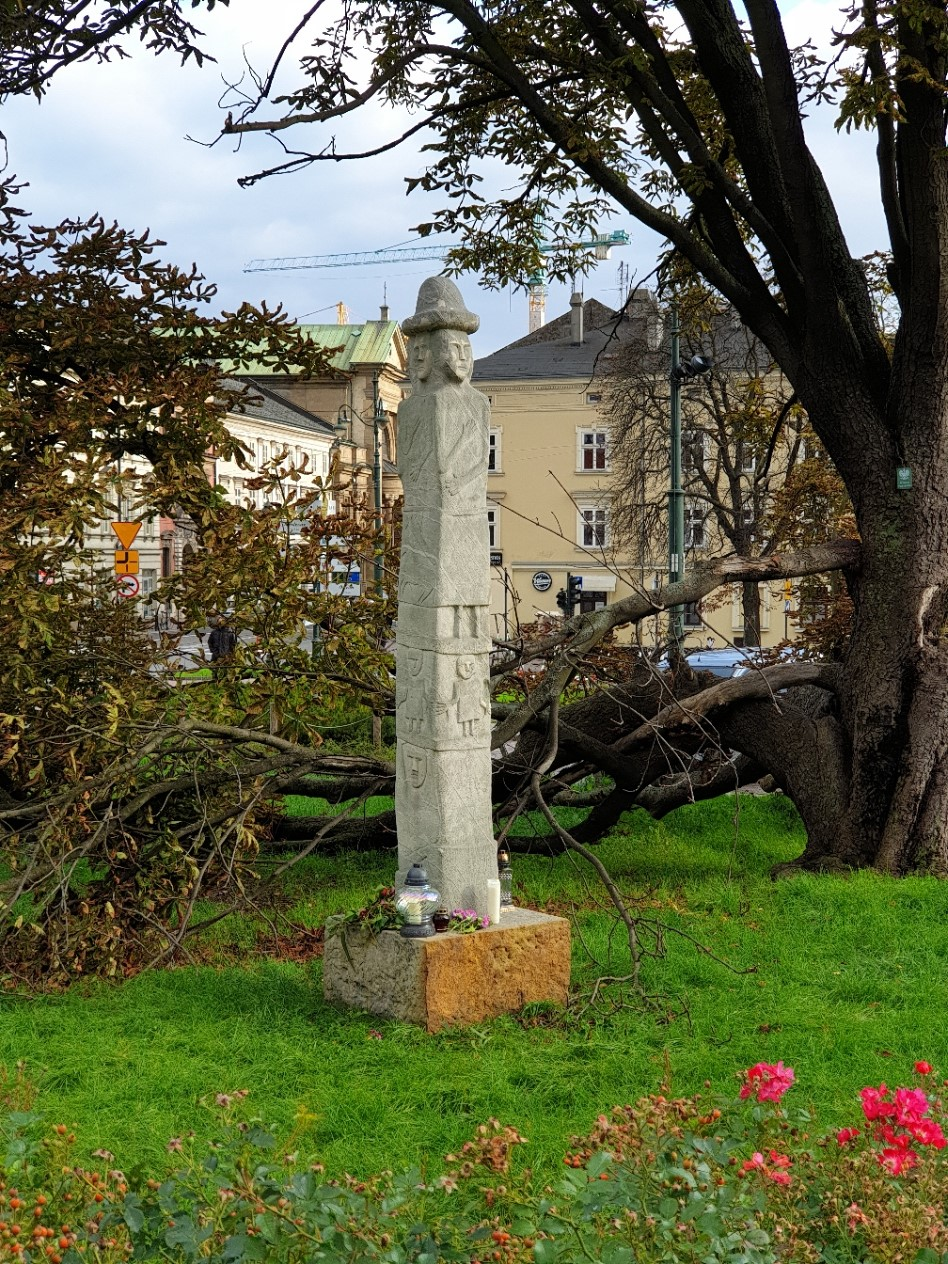
Światowid pod Wawelem

- Rodzimy Kościół Polski, Oddział małopolski[138]
- Krakowscy Rodzimowiercy[139]
- Gromada „Wanda”[140]
- Wolni Rodzimowiercy Krakowa[141]
- Związek Wyznaniowy Rodzima Wiara[142]
- Związek Wyznaniowy Rodzimowierców Polskich „Ród” – Chram MIR, Gniazdo Kraków[143]

## Buddyzm
- Misja Buddyjska „Trzy Schronienia” w Polsce – Shambhala Kraków, ul. Mogilska 58/40[144][145]
- Szkoła Zen Kwan Um w Polsce – ośrodek, ul. Stradomska 17/4[146]
- Związek Buddyjski Bencien Karma Kamtsang – ośrodek, ul. Dietla 5/1[147]
- Instytut Wiedzy o Tożsamości „Misja Czaitanii” – ul. Biskupia 10/2[148][149]
- Sanga Zen uczniów Mistrza Kaisena – ośrodek, ul. Królewska 15/8[150][151]
- Wspólnota Buddyjska Triratna, ośrodek Sangholoka[152], ul. Augustiańska 4/1[153][154]
- Buddyjski Związek Diamentowej Drogi Linii Karma Kagyu – ośrodek, ul. Stattlera 5[155]
- Stowarzyszenie Buddyjskie Sangha „Kandzeon” – Praktyka w Krakowie[156]

## Islam
- Liga Muzułmańska w RP[157][158]:

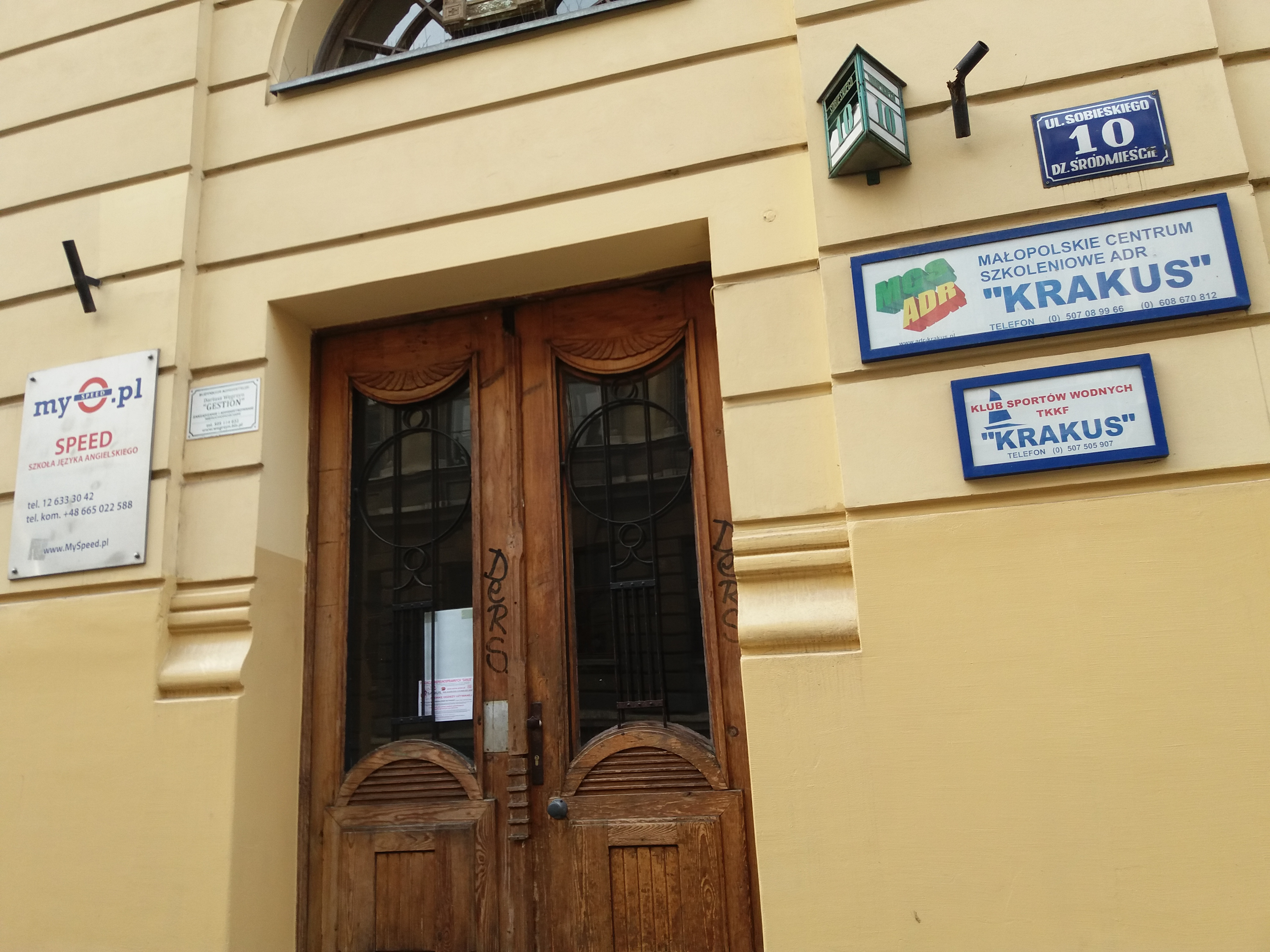
Wejście do I Centrum Muzułmańskiego w Krakowie

  - I Centrum Muzułmańskie w Krakowie – ul. Jana Sobieskiego 10/30[159]
  - II Centrum Muzułmańskie w Krakowie – ul. Groszkowa 3A[159]

## Hinduizm
- Międzynarodowe Towarzystwo Świadomości Kryszny – ośrodek lokalny w Krakowie, ul. Romualda Traugutta 4[160][161]
- Światowy Uniwersytet Duchowy Brahma Kumaris – ośrodek Brahma Kumaris w Krakowie[162]

## Bön
- Ligmincha Polska – ośrodek, ul. Stradomska 17/4[163]
- Międzynarodowa Wspólnota Dzog-czen Namdagling – Yedrolling w Krakowie, ul. Koletek 1/23[164]

## Inne
- Lectorium Rosicrucianum – Centrum Krakowskie, ul. Augustiańska 18/22[165]
- Kościół Jezusa Chrystusa Świętych w Dniach Ostatnich – Gmina Kraków, ul. Prądnicka 4[166]
- Wiara Baha’i w Polsce – lokalne zgromadzenie w Krakowie[167][168][169]
- Wspólnota Chrześcijan – siedziba w Krakowie[170], ul. Wielicka 82a/1[171]; obrzędy odbywają się w budynku Waldorfskiej Szkoły Podstawowej przy ul. Kazimierza Wielkiego 33[172]
- Zachodni Zakon Sufi w Polsce – przedstawicielstwo regionalne w Krakowie[173]
- Zakon Braci Zjednoczenia Energetycznego – siedziba w Krakowie, ul. Na Błonie 11/26[174][175]